# Essais (Montaigne)
Pour les articles homonymes, voir Essai (homonymie).

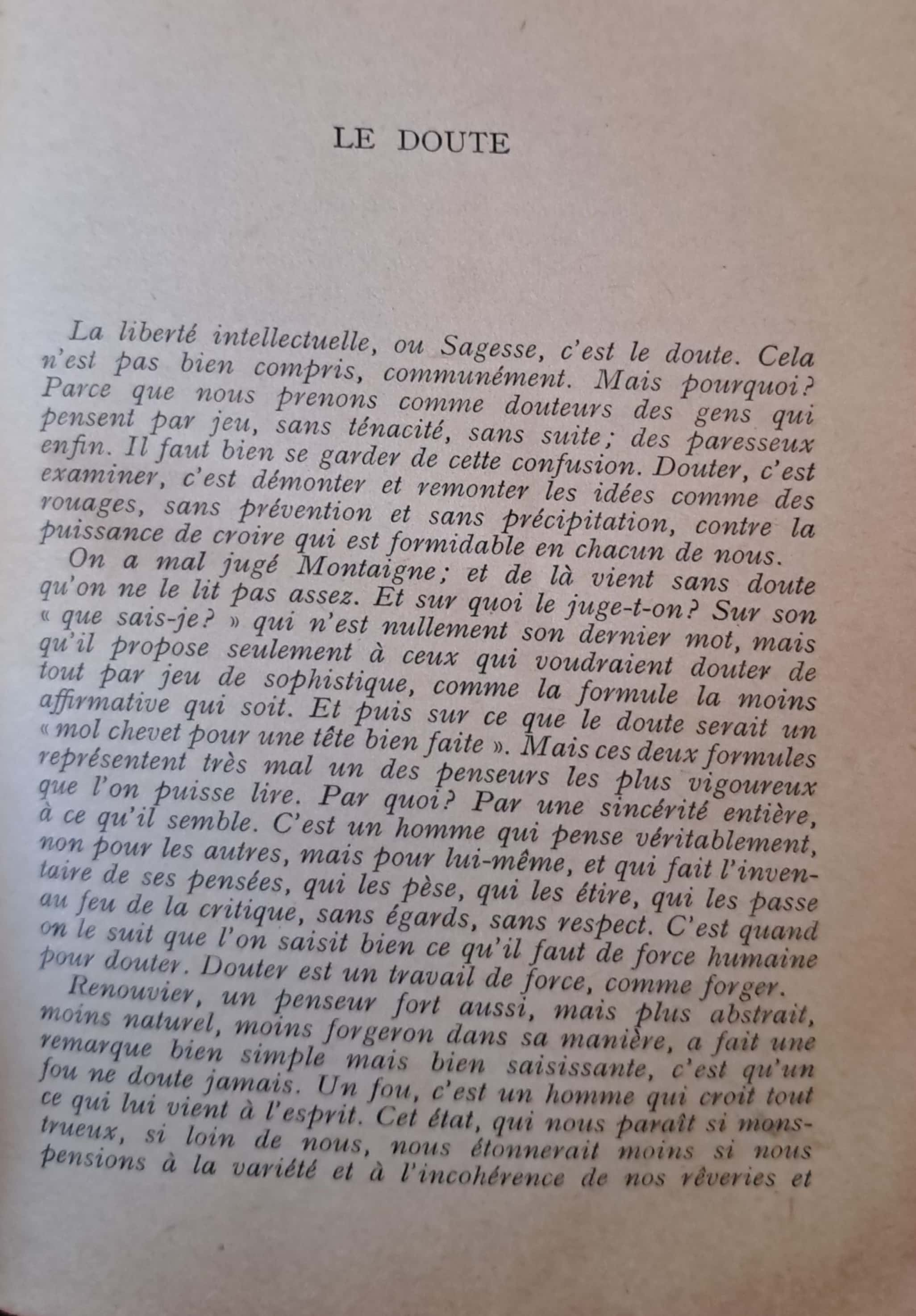
Essais de Montaigne, préface d'Alain, 8 juin 1912, 1re page

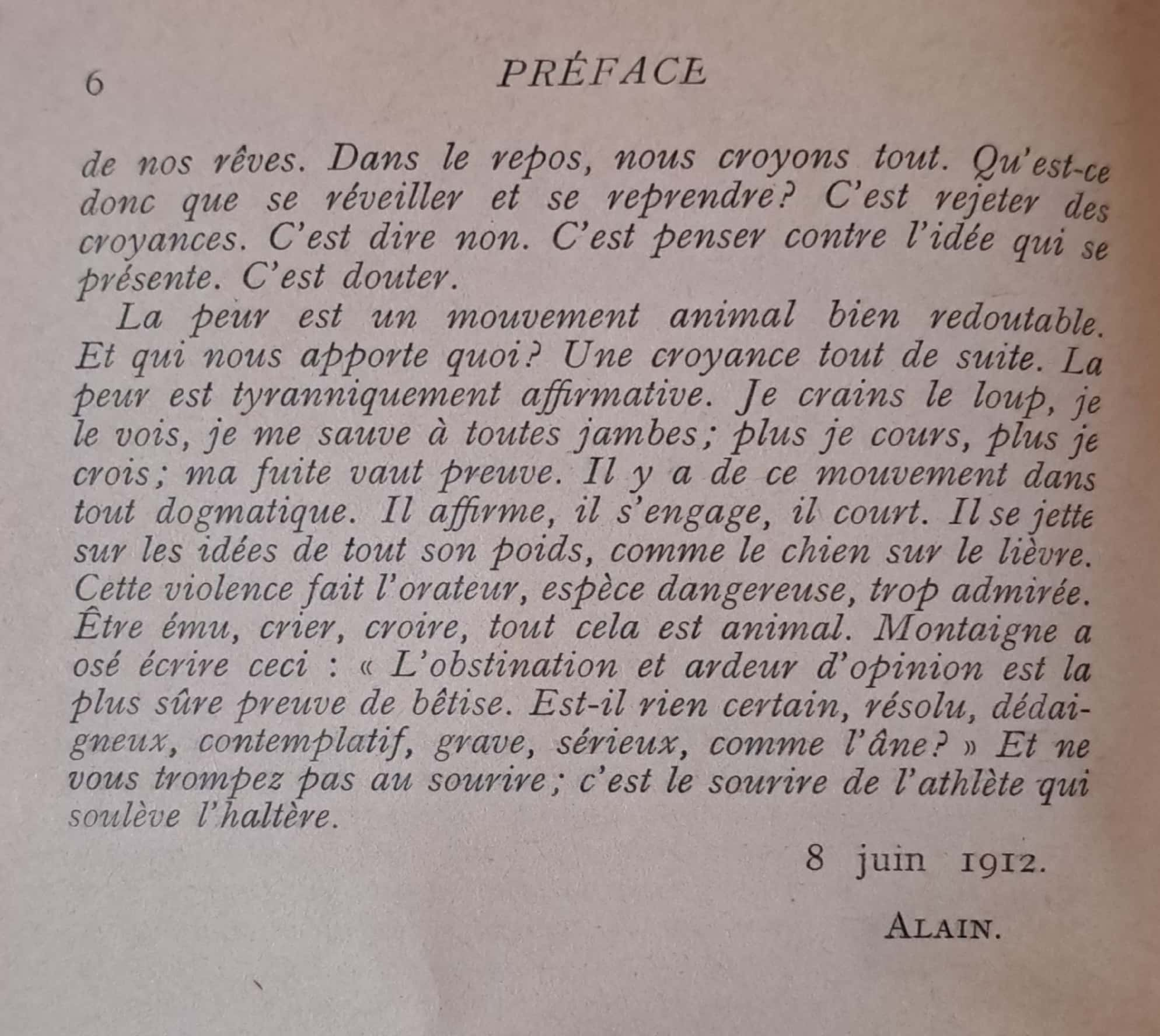
Essais de Montaigne, préface d'Alain, 8 juin 1912 2e page

Les Essais est l'œuvre majeure de Michel de Montaigne ; elle fut publiée pour la première fois en 1580. L’œuvre traite de nombre de sujets, sans ordre apparent : médecine, arts, livres, affaires domestiques, histoire ancienne, chevaux, maladie entre autres, auxquels Montaigne mêle des réflexions sur sa propre vie et sur l'Homme, le tout formant « un pêle-mêle où se confondent comme à plaisir les choses importantes et futiles, les côtés vite surannés et l’éternel. » Les Essais se composent de 3 tomes (ou livres) contenant en tout 107 chapitres.
Montaigne consacre aux Essais un constant travail d'écriture et de réécriture à partir de 1572, continué pratiquement jusqu'à sa mort. Les Essais, véritable introspection constamment renouvelée sur la vision du monde de Montaigne, sa vie, ses sensations d'homme, sont cependant devenus un livre universel, « le seul livre au monde de son espèce », un livre unique qui met sous les yeux du lecteur non pas simplement un homme en train de se décrire, mais une vie en train de se faire.
Si les premières impressions à Bordeaux des Essais datent de 1580, des additions sont déjà décidées en 1582 et le livre III n'est édité qu'en 1588 avec la volonté affirmée de se décrire. La première édition posthume fut préparée vers 1590.

## Les différentes éditions

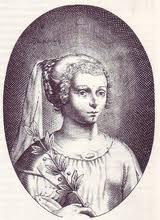
Marie de Gournay, fille d'alliance de Montaigne. C'est elle qui dirige la première édition posthume des Essais en 1595.

Les œuvres complètes de Montaigne comportent trois titres : la traduction de la Théologie naturelle de Raymond Sebond (à l'origine d'un des plus importants chapitres des Essais : « Apologie de Raymond Sebond »), le Journal de voyage en Italie et, enfin, les Essais.
Montaigne disposait d'un exemplaire de cette édition qu'il annotait et corrigeait en vue d'une réimpression. Sur la page de titre, il écrit la mention « sixième édition » (d'où la question : y a-t-il vraiment eu une quatrième édition ou Montaigne a-t-il simplement ajouté un chiffre à l'édition dont il disposait ?) ainsi qu'une citation tirée de l'Énéide, « Viresque acquirit eundo. » Cet exemplaire personnel de Montaigne fut conservé d'abord au monastère des Feuillants, puis à la bibliothèque de Bordeaux à partir du XVIIIe siècle, d'où son nom « d'exemplaire de Bordeaux ».

## Composition desEssais

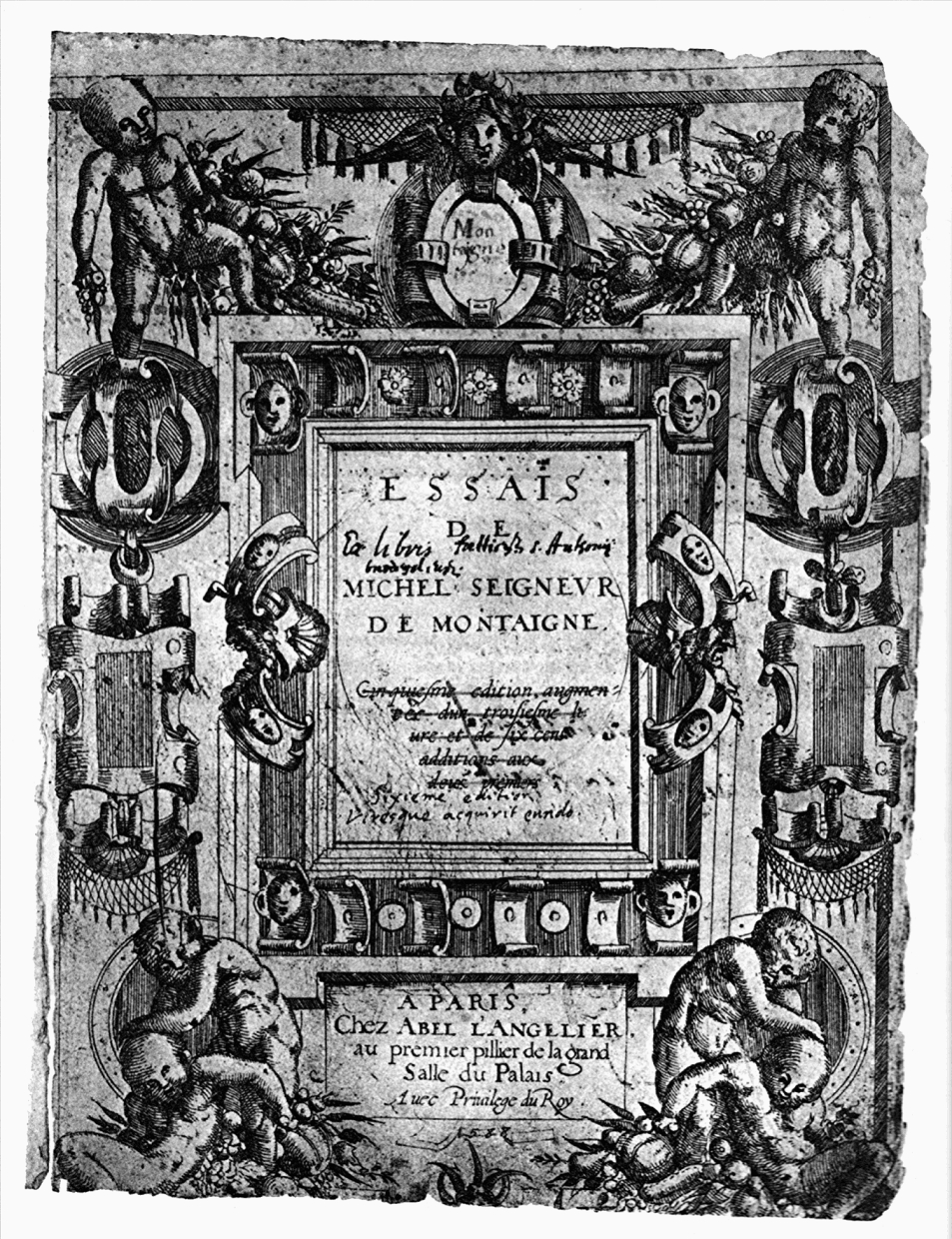
Essais (Montaigne): Page de titre de l'édition de 1588

### Contexte historique

#### Engouement français pour les idées morales
Montaigne entame donc la rédaction de ses Essais au moment où les ouvrages sur la pensée antique connaissent un succès croissant. On multiplie les traductions en français et les compilations des écrits de Platon, Cicéron, Sénèque, et surtout Plutarque. La traduction des Œuvres morales de ce dernier en 1572 par Amyot connaît un si vif succès que cinq éditions se succèdent en moins de dix ans. L'esprit de ces traductions est également très différent de celui de la Pléiade : il ne s'agit plus d'enrichir la langue française, mais de donner des préceptes de bonne vie. On reconnaît que les auteurs profanes, s'ils ne remplacent pas l'étude des Écritures, peuvent aider à corriger l'humaine faiblesse. On traduit des auteurs latins, mais aussi italiens, espagnols : Castiglione, Guevara, etc. On goûte également fort les fabulistes comme Ésope, les recueils de sentences, les œuvres didactiques en prose ou en vers tels le Miroir de vertu et chemin de bien faire d'Habert (1559), ou le Sentier de la connaissance de soi-même de Jean Girard (1579).
Michel de Montaigne possède un exemplaire de l'édition de 1565 des Vies parallèles traduites par Amyot. Il fait l'éloge du traducteur dans ses Essais, comme il loue Plutarque à plusieurs reprises. La lecture des Vies parallèles donne à Montaigne l'inspiration de plusieurs Essais, au fil d'emprunts plus ou moins conscients pour lesquels il parle de « transplantation ». Plutarque, qui reste l'auteur le plus fréquemment cité dans l'ouvrage, y est « omniprésent ». L'humaniste recherche dans les Vies parallèles plus les jugements du moraliste que la science historique, car il considère que l'histoire des événements, tributaire de la Fortune, est particulièrement difficile à établir et à attester, et reste par nature inférieure à l'histoire des vies.
Cette sympathie de Montaigne pour Plutarque est poussée jusqu'à l'identification : le style bref, changeant, rarement dogmatique de Plutarque semble anticiper le style de l'essai pour un Montaigne qui dit aller parfois « dérober [...] les mots mêmes de Plutarque, qui valent mieux que les [s]iens ».

Ce qui semble riche à Montaigne dans les Vies parallèles, au-delà des leçons morales, ce sont bien plus les pistes de réflexion morales :

« Il y a dans Plutarque beaucoup de discours estandus, très-dignes d'estre sceus, car, à mon gré, c'est le maistre ouvrier de telle besogne ; mais il y en a mille qu'il n'a que touché simplement : il guigne seulement du doigt par où nous irons, s'il nous plaist [...] comme ce sien mot, que les habitants d'Asie servoient à un seul, pour ne sçavoir prononcer une seule sillabe, qui est Non, donna peut estre la matière et l'occasion à la Boitie de sa Servitude Volontaire »

— Michel de Montaigne, Les Essais
Cependant, Montaigne remet en cause la valeur de l'exemple, car à la fin, « tout exemple cloche », et la vie de César « n'a point plus d'exemple que la nôtre pour nous ». Avec Montaigne, on atteint une crise, ou une fin de l'exemplarité.

### Débuts: lesEssaisimpersonnels
Puis Montaigne va, progressivement, affiner sa méthode. Il ne fait encore que très peu de place à sa propre personne, mais il s'ingénie à manier et ordonner ses sources, de manière à composer une harmonieuse mosaïque. Les transitions, maladroites, voire inexistantes dans les premiers essais, sont plus recherchées, et l'occasion pour Montaigne de s'exprimer, même si les citations forment encore le corps de ses essais primitifs. Ce « stoïcisme éclectique », Montaigne l'emprunte à Sénèque. Mais la doctrine stoïcienne authentique ne l'intéresse pas. Il mêle sans hésitations à ses essais stoïciens des maximes d’Épicure. Ce qui lui plaît dans le stoïcisme lorsqu'il commence à composer ses premiers essais, ce sont les belles maximes de fermeté et d’élévation de l'homme. On perçoit Montaigne prenant plaisir à extraire les plus beaux traits des Lettres à Lucilius. Il ne faut pas en conclure pour autant que le stoïcisme de Montaigne est personnel ou durable. Montaigne n'a jamais mis en pratique les austères principes de Sénèque, même s'il les a admirés à ses débuts. Cet enthousiasme de circonstance vient surtout du fait qu'à cette époque il ne songe pas encore se connaître ni à se peindre. Ce qui l'intéressera chez les penseurs de l'Antiquité tout au long de son existence, c'est de savoir comment bien vivre et bien mourir. Et il est ébloui à cette époque par l'idéal de dignité stoïcien : commentant la mort de Caton d'Utique, il s'écrie « je suis d'avis que non seulement un empereur, comme disait Vespasien, mais tout galant homme, doit mourir debout. ».

### De 1574 à 1579: vers l'affirmation du Moi
Au cours de cette évolution, Montaigne va prendre en horreur le pédantisme, l'ostentation clinquante de ses contemporains, qu’il imitait pourtant à ses débuts. La sagesse pratique qu'il s'est forgée ne pouvait que lui faire détester cette fausse érudition dont on faisait alors étalage : « Ils savent la théorique de toute chose, cherchez qui la mette en pratique » écrit d’eux Montaigne.
Si bien qu'en 1580, lorsque paraît la première édition des Essais, ceux-ci s'écartent déjà considérablement des modèles en usage. Imaginons le lecteur parcourant la table des chapitres. Un titre l'arrête, « De la cruauté ». Il s'attend à retrouver les fameux exemples de l'antiquité repris par les auteurs en vogue (Messie, Marcouville, Bouaystuau…) : Tibère, Caligula, etc. Mais en ouvrant la page, quelle n'est pas sa surprise ! Au lieu d'une démonstration d'érudition, il trouve essentiellement des remarques psychologiques, des réflexions personnelles de Montaigne, appuyées par quelques exemples bien choisis. Plus loin, voilà que l'auteur lui fait des confidences sur sa santé ou dresse son propre portrait physique et moral, sans omettre le moindre détail. Certes, on trouve encore quelques essais assez maigres (« Des postes » ou « Des pouces »), mais l'essentiel est là : « L'influence livresque a reculé devant l'originalité du penseur et de l’écrivain. » Lors d'un voyage à la Cour peu après la première publication de son livre, Montaigne répond au roi qui lui en fait compliment : « Il faut donc nécessairement que je plaise à votre Majesté puisque mon livre lui est agréable ; car il ne contient autre chose qu'un discours de ma vie et de mes actions. »

### Système des additions
En février 1588, Montaigne voyage à Paris pour faire imprimer la cinquième édition de ses Essais, la dernière qui sera publiée de son vivant. Il commence à être durement frappé par les assauts de la maladie et de la vieillesse. Reclus en grande partie dans sa librairie, il continue de travailler aux Essais, sans en changer désormais l'orientation. Montaigne n'écrira pas un quatrième livre. Il attend tranquillement la mort, tout en continuant d'enrichir son ouvrage. On trouve beaucoup de nouvelles annotations personnelles, principalement concentrées dans le troisième livre. Montaigne ajoute également de nombreuses digressions sur l'opinion qu'il se fait des Essais, s'excuse auprès du lecteur de ses défauts, tente de l’éclairer sur ses intentions. Ce lecteur n'est d'ailleurs jamais très clairement défini. Montaigne a pourtant conscience qu'écrire implique de savoir à qui s’adresser. Il s'est lui-même posé expressément la question (« Et puis, pour qui écrivez-vous ? ») sans y apporter de réponse définitive. La préface qui prétend limiter les visées de l'ouvrage au cercle familial est avant tout une justification initiale de l'audacieux projet qu'il a entrepris : « Je l'ai voué à la commodité particulière de mes parents et amis : à ce que, m'ayant perdu […] ils puissent retrouver aucuns traits de mes conditions et humeurs, et que par ce moyen ils nourrissent plus entière et plus vive la connaissance qu'ils ont de moi. » 
Montaigne corrige également la forme pendant ses dernières années. Il multiplie les métaphores, les antithèses, mais aussi les tournures populaires, dont il aime la vivacité. Son style devient plus incisif, plus affirmé : « Celui-ci apprend à parler lorsqu'il faut apprendre à mourir » se transforme après 1588 en « celui apprend à parler lorsqu'il lui faut apprendre à se taire pour jamais. » Montaigne relit son ouvrage avec la plus grande minutie, son exigence avec lui-même s'étant accrue au fil des éditions. Il effectue plus de trois mille corrections de détail après 1588 et jusqu'à sa mort. Ce sont essentiellement des points formels, des scrupules d’artiste.

## Culture littéraire desEssais

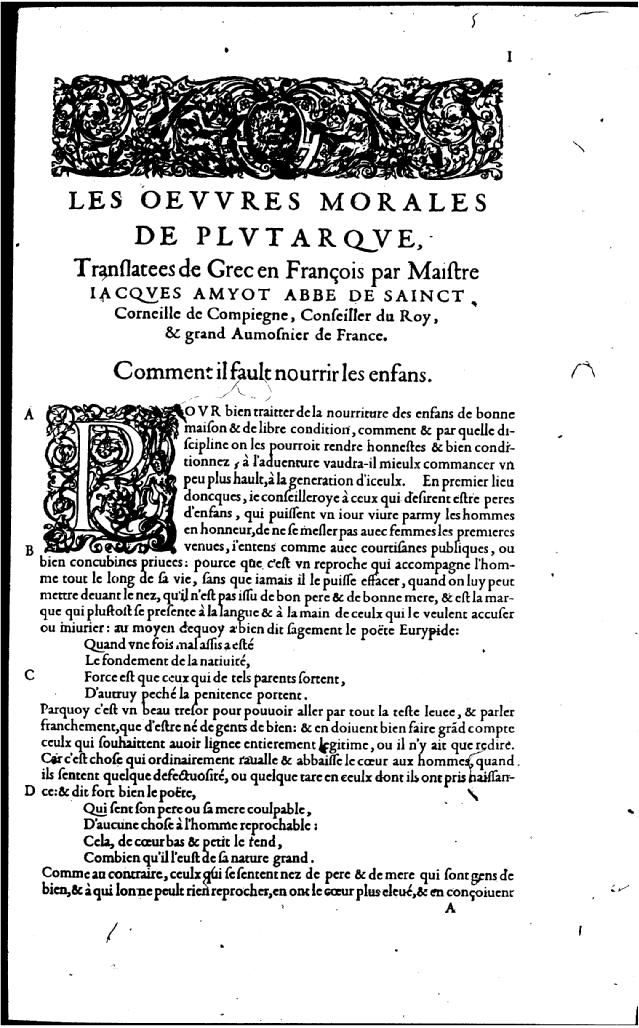
De tous les auteurs de l'Antiquité, Plutarque est celui dont l'influence est la plus palpable dans les Essais : « Il vous tend une main libérale et inépuisable de richesses et d'embellissements. »

Les Essais sont également une observation du monde à travers les livres. Montaigne commence par compiler et gloser, commente des faits divers historiques ou des lieux communs de la pensée antique. Le nombre des citations, principalement latines et grecques, peut poser problème au lecteur moderne ; certains critiques ont qualifié cette érudition de parasite. Montaigne s'en défend : « Je feuillette les livres, je ne les étudie pas : ce qui m'en demeure, c'est chose que je ne reconnais plus être autrui. » L'omniprésence de ces références fait en tout cas encore aujourd'hui débat : elles sont vues par Phyllis Gracey comme destinées à voiler par prudence l'originalité d'une pensée. Michel Butor considère qu'elles constituent un hommage à la tradition selon le mythe grec qui présentait Mémoire comme la mère des Muses, ou encore un « tissu capillaire reliant l'ensemble de l’œuvre et se superposant au réseau déjà fort complexe de noyaux rayonnants » des Essais.

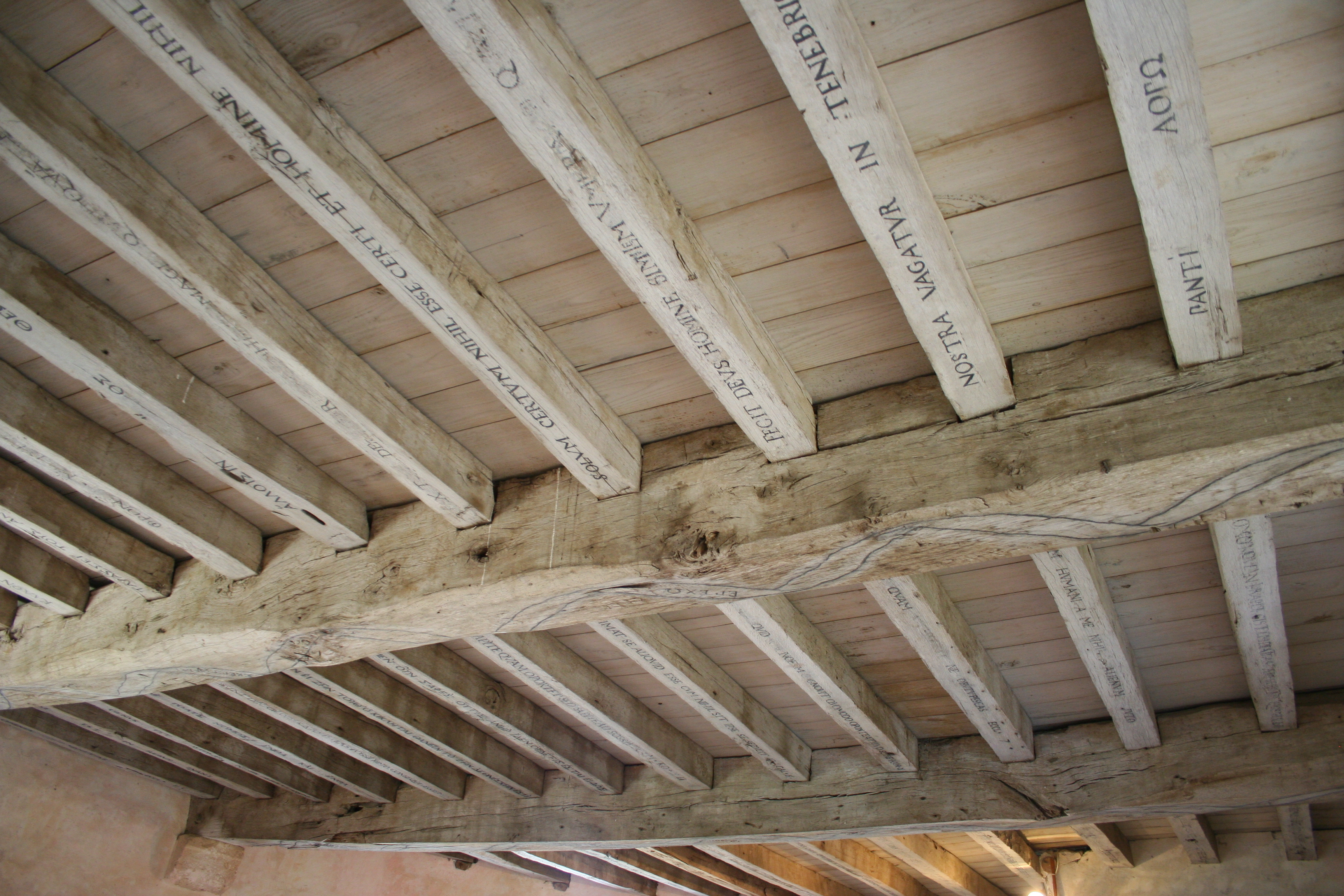
La bibliothèque de Montaigne. On retrouve certaines des citations grecques et latines gravées sur les poutres dans les Essais.

Quoi qu'il en soit, il est indéniable que les penseurs de l'Antiquité influencent non seulement la culture de Montaigne, mais aussi sa formation d'esprit. Montaigne se soucie assez peu de l'exactitude de ses citations (au point que la recherche exhaustive de ses sources est une entreprise interminable), car il se pique d'être plus qu'un simple compilateur (« Comme quelqu'un pourrait dire de moi : que j'ai seulement fait ici un amas de fleurs étrangères, n'y ayant fourni du mien, que le filet à les lier. Certes j'ai donné à l'opinion publique, que ces parements empruntés m'accompagnent, mais je n'entends pas qu'ils me couvrent, et qu'ils me cachent : c'est le rebours de mon dessein. »). Les différentes éditions des Essais montrent en effet Montaigne s'émancipant de plus en plus de la tradition, sans pour autant y renoncer. L'héritage de l'antiquité est pour lui « un auxiliaire pour ordonner, maîtriser, et rendre communicables ses propres idées ».
Quant aux historiens, ils sont très bien représentés dans les Essais car ils répondent au goût de Montaigne pour le détail concret, l'anecdote. Plutarque est sa lecture préférée, il connaît aussi Tacite, mais de manière surprenante les Essais ignorent Thucydide. Les historiens modernes ont aussi ses faveurs : Giovanni Villani, Paul Jove, Francesco Guicciardini, Martin du Bellay, et tant d'autres. Il a par ailleurs lu Machiavel. Enfin, les Essais font de nombreux emprunts aux littératures des XVe et XVIe siècles, française, italienne, espagnole, mais il s'agit plutôt d'emprunts de circonstance, qui n’atteignent pas la fécondité du rapport de Montaigne avec l'antiquité.

## Analyse thématique

### Refuge dans l'écriture

#### Philosophie desEssais

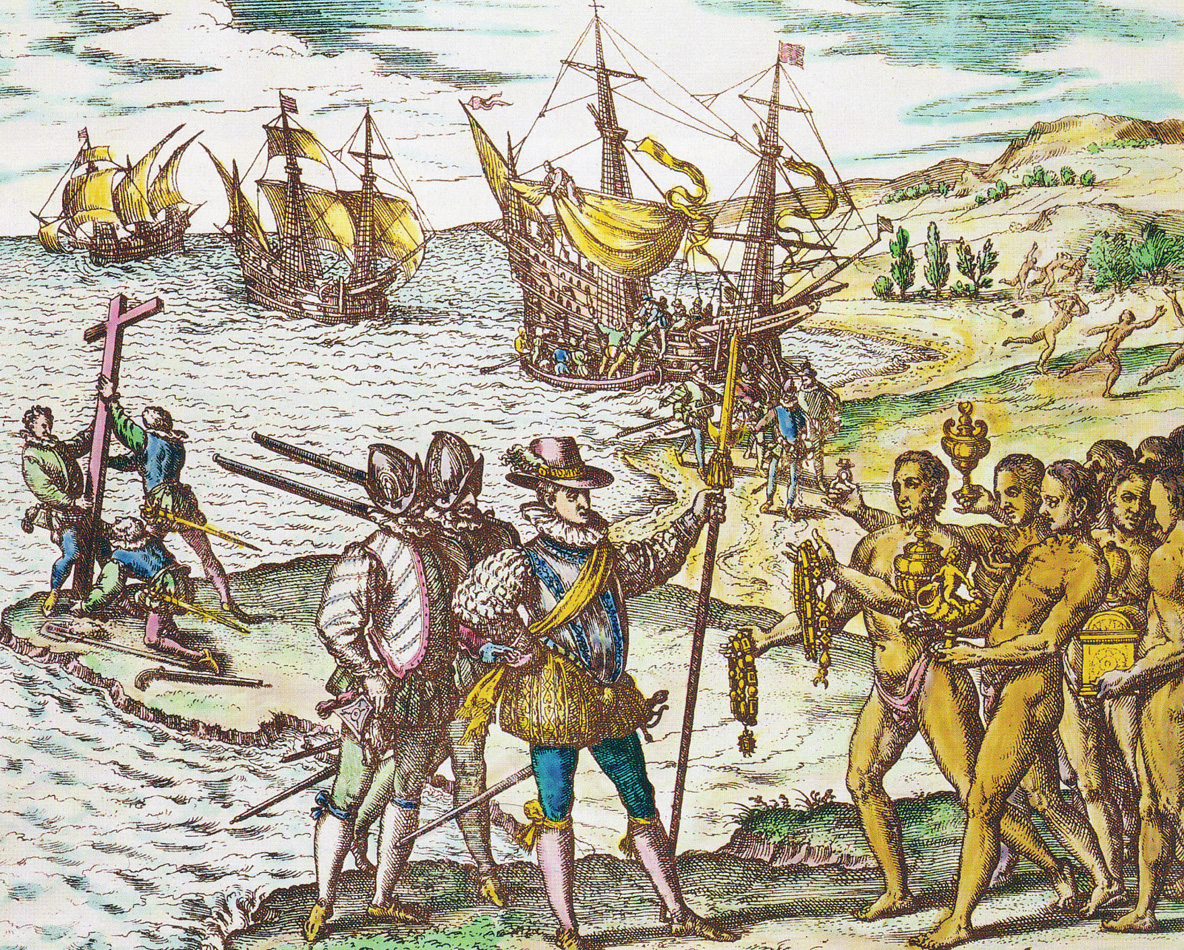
La découverte des Amériques, gravure de Théodore de Bry. Les mœurs indigènes qui fascinent Montaigne nourrissent le relativisme des Essais

De nombreux auteurs ont essayé de retracer l'évolution de la pensée des Essais. Les travaux de Pierre Villey montrent que Montaigne fut d'abord influencé par le stoïcisme qu'il pratiqua sous l'influence de La Boétie, et qu'on a parfois qualifié de « philosophie directrice » des Essais, avant d'évoluer vers l'épicurisme, en passant par une crise sceptique vers 1576 que révèle notamment le plus long chapitre des Essais, l'« Apologie de Raymond Sebond ». Néanmoins, toutes ces influences se retrouvent dans les Essais sans que Montaigne adhère entièrement à l'une ou l'autre doctrine : « On ne peut le dire ni stoïcien, ni épicurien, ni même sceptique pur ». Peut-on même le dire philosophe ? Lui-même n'a pas la prétention (« Je ne suis pas philosophe. »).
Du stoïcisme, Montaigne retient la solution stoïcienne aux problèmes de l'existence : se libérer des biens extérieurs pour être heureux, « savoir être à soi ». Son maître stoïcien est Sénèque, à qui il fait très souvent référence dans les deux premiers livres. Néanmoins, le stoïcisme de Montaigne est beaucoup plus de nature littéraire que philosophique. Si l'on examine les emprunts de Montaigne à Sénèque, on s'aperçoit qu'il ne retient guère la leçon de volonté et de force morale du maître pour lui préférer ses analyses psychologiques sur la colère, la tristesse, tout ce qui fait la richesse de l'homme et qui fascine l'auteur des Essais : « je n'ai dressé commerce avec aucun livre solide, sinon Plutarque et Sénèque, où je puise comme les Danaïdes, remplissant et versant sans cesse. » En définitive, la fameuse « période stoïcienne » de Montaigne n'aurait donc jamais existé.
Si Montaigne n'est donc pas à proprement parler stoïcien, qu'en est-il de son fameux scepticisme ? On a souvent résumé les Essais à cette formule de l'« Apologie de Raymond Sebond ».
Tout ceci est illustré de manière très décousue, selon le style habituel des Essais ; Montaigne n'hésitant pas à élargir son propos par des considérations personnelles ou à commenter les découvertes récentes-l'héliocentrisme.

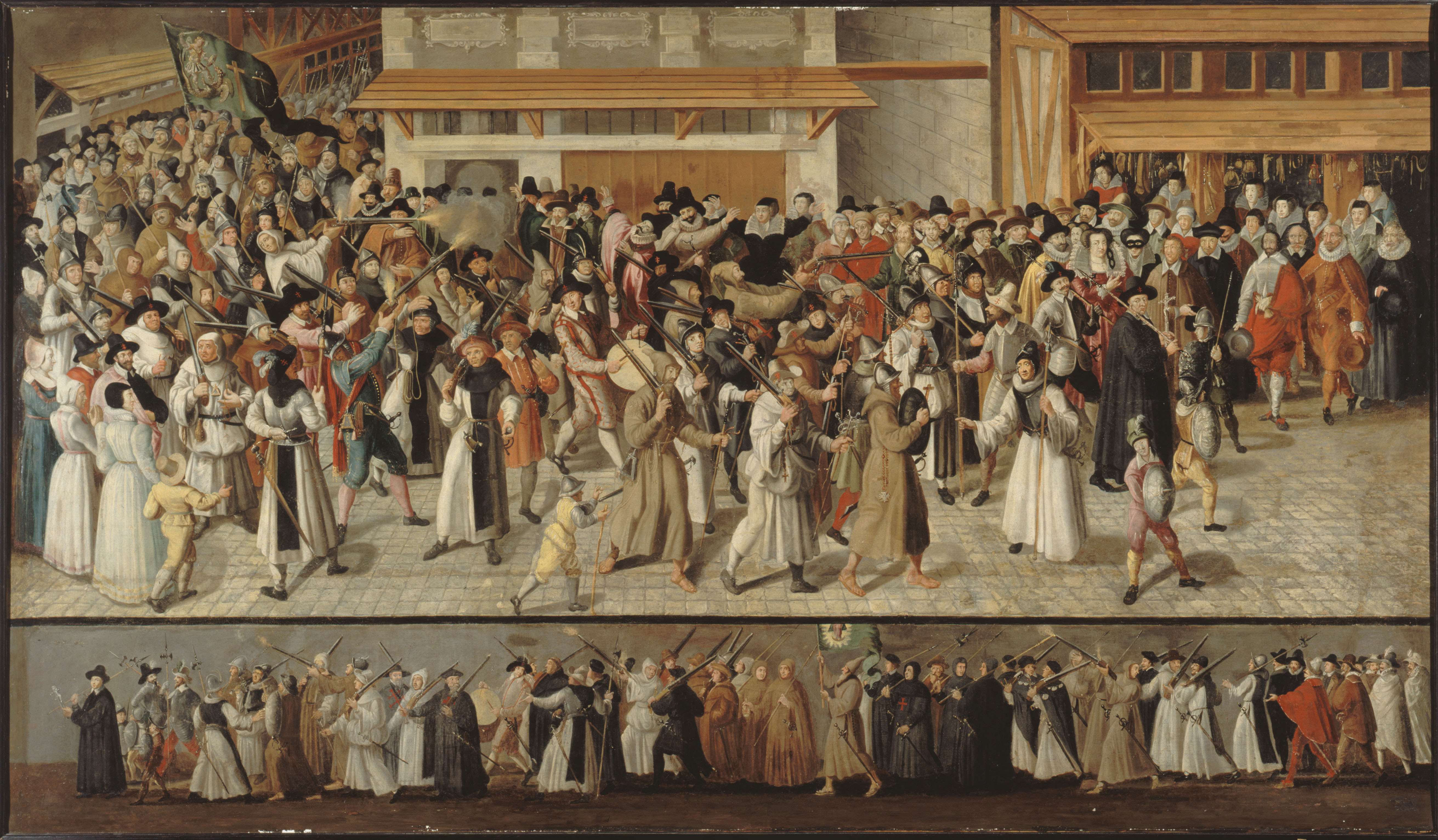
Les « nouvelletés » : procession de la Ligue dans l'île de la Cité.

Comment expliquer, alors, le conservatisme des Essais, qu'on a parfois beaucoup reproché à Montaigne ? Il s'élève en effet contre la nouveauté, les mœurs du temps, voire le protestantisme qu'il juge responsable du désordre qui ravage la France : « Je suis dégoûté de la nouvelleté, quelque visage qu'elle porte, et ai raison, car j'en ai vu des effets très dommageables. » Si le scepticisme de Montaigne se traduit par un conservatisme politique et religieux, il ne faut cependant pas oublier qu'il reflète plus la modération de l'auteur des Essais face aux événements troublés de son époque qu'une attitude passéiste. En homme pratique, Montaigne voit dans la Réforme un regrettable facteur de divisions et de violences. Néanmoins, il lui arrive aussi de se fourvoyer, par exemple au sujet des armes à feu : « sauf l'étonnement des oreilles [...], à quoi désormais chacun est apprivoisé, je crois que c'est une arme de fort peu d'effet, et espère que nous en quitterons un jour l'usage. »
Il est plus difficile de définir la place exacte d'Épicure et de l'épicurisme dans les Essais. Montaigne évoque sa sympathie pour « les doux fruits des jardins poltronesques d’Épicure ».

#### Repli sur soi
Il a fallu plusieurs années à Montaigne pour acquérir assez d'assurance pour tenir registre de sa personnalité dans les Essais. Selon Pierre Villey, c'est seulement à partir des années 1578-1579 que se révèle pleinement le goût de Montaigne pour l'introspection. C'est ainsi que les Essais deviennent le livre le plus personnel qu'on ait écrit jusqu'alors. « Je n'ai pas plus fait mon livre que mon livre ne m'a fait, livre consubstantiel à son auteur, d'une occupation propre, membre de ma vie; non d'une occupation et fin tierce et étrangère comme les autres livres. », écrit leur auteur. Il va y étaler son intimité de façon méthodique, guidé par l'idée que c'est l'observation de soi qui renseigne le mieux sur la nature humaine. Montaigne répond à ses interrogations sur l'homme en se demandant: que suis-je ? Son but n'est pas de se poser en exemple ou de tirer des conclusions morales de ses expériences, à la manière de saint-Augustin. Il veut au contraire montrer le caractère mêlé de l'être humain et sa diversité, qui débouche sur une généreuse tolérance, aucune forme de vie ne se révélant supérieure aux autres : « Pour me sentir engagé à une forme, je n'y oblige pas le monde, comme chacun fait; et crois et conçois mille contraires façons de vie. » Montaigne est très conscient des obstacles inhérents à toute introspection-en particulier la tentation de fausser soi-même sa propre image-et sait que cette quête du Moi en perpétuel mouvement est une lutte de chaque instant : « C'est une épineuse entreprise, et plus qu'il ne semble, de suivre une allure si vagabonde que celle de notre esprit; de pénétrer les profondeurs opaques de ses replis internes...il n'est description pareille en difficulté de la description de soi-même. » 

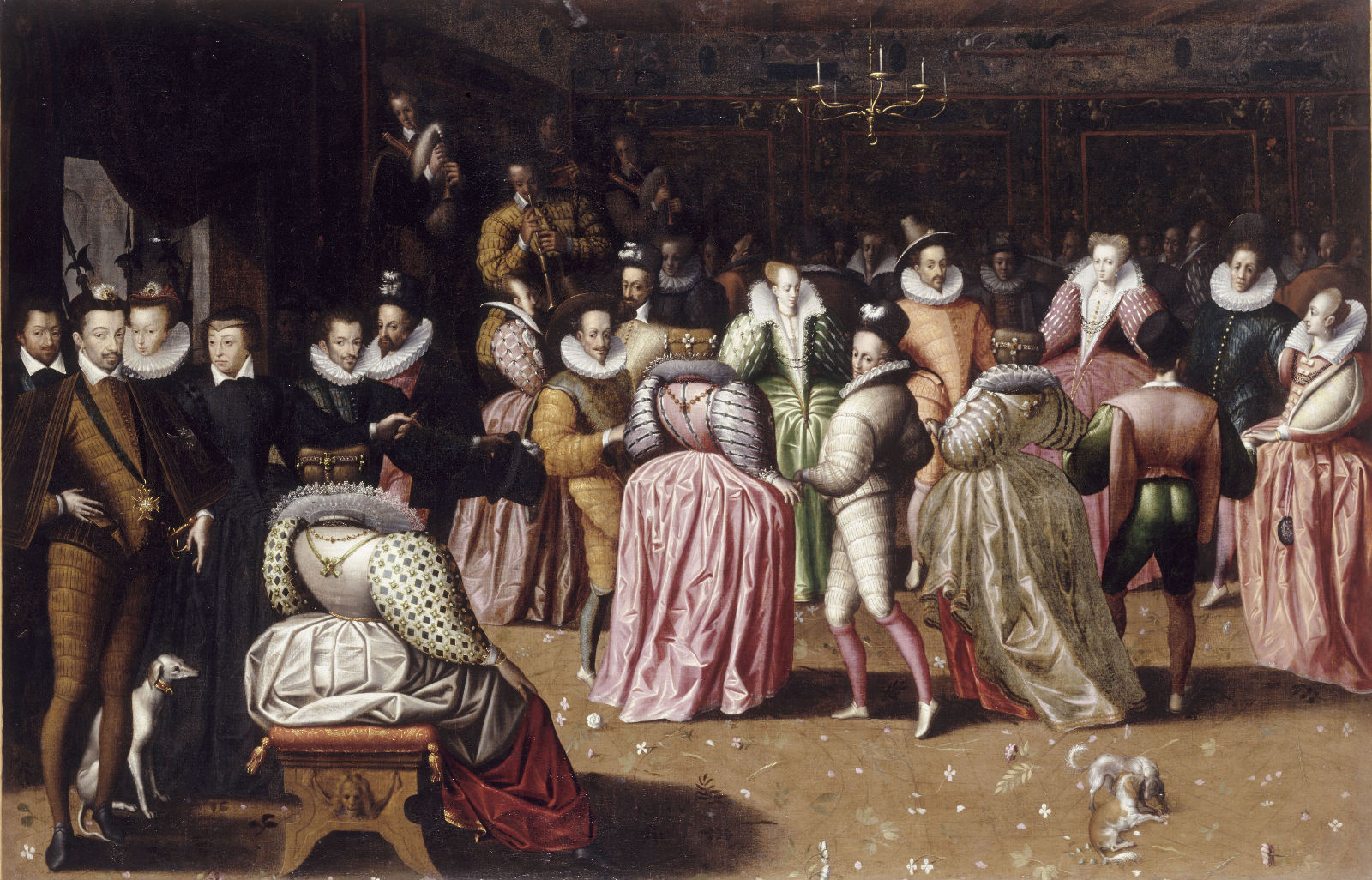
Bal à la cour du roi Henri III (roi de France). « Ce que j'adore moi-même aux rois, c'est la foule de leurs adorateurs. Toute inclination et soumission leur est due, sauf celle de l'entendement. Ma raison n'est pas duite à se courber et fléchir, ce sont mes genoux. »

Cependant, les résistances à vaincre sont nombreuses. Montaigne a dû tout d'abord briser celles de ses contemporains, pour lesquels parler de soi est la marque d'une vanité peu chrétienne. Les soupçons sont d'autant plus grands que les Essais sont exempts de toute trace de repentir, or la théologie du XVIe siècle ne permet l'usage du « je » qu'à la condition de témoigner de la façon dont on a atteint le salut, toute autre utilisation étant jugée inconvenante. « La coutume a fait le parler de soi vicieux, et le prohibe obstinément » écrit Montaigne.
Le deuxième obstacle est celui de la transparence. Montaigne s'est dépeint avec une admirable précision, découvrant au fil des pages que les détails les plus fugaces et les plus triviaux sont souvent les plus révélateurs: nous apprenons entre autres chose que l'auteur des Essais est petit (Montaigne ne s'en cache pas), peu habile de ses mains, mauvais musicien ; mais « bon clerc » (c'est-à-dire lettré) et d'une intelligence « mousse et tardive » (émoussée et lente). Parfois, il se perd même dans la minutie de la description, car sa plus grande inquiétude est de donner de lui-même une image erronée : « je reviendrais volontiers de l'autre monde pour démentir celui qui me formerait autre que je n'étais, fut-ce pour m'honorer. »
Les Essais s'interrogent également sur la manière de concilier obligations sociales et affirmation de l'individualité. La solution proposée par Montaigne est d'accepter les inévitables contraintes liées au commerce des hommes, mais en se gardant d'aliéner ce bien précieux que représente notre autonomie personnelle. Le chap. X du livre trois, au titre évocateur « de ménager sa volonté », décrit en particulier l'expérience de Montaigne en tant que maire de Bordeaux : pour lui, exercer des charges publiques est un sacrifice parfois nécessaire mais dont il faut se défier. « Le Maire et Montaigne ont toujours été deux, d'une séparation bien claire. » S'il aime la solitude, Montaigne ne prône donc certainement pas une retraite d'anachorète: les Essais nous invite à respecter une hiérarchie des devoirs dans notre rapport au monde, en sachant qu'il n'y a souvent dans tout ceci qu'illusion et vanité : « Il faut jouer dument notre rôle, mais comme rôle d'un personnage emprunté. Du masque et de l'apparence, il n'en faut pas faire une essence réelle, ni de l'étranger le propre. [...] C'est assez de s'enfariner le visage sans s'enfariner la poitrine. »

#### Soin de la mort
Montaigne achève son portrait par de nombreux développements sur la mort qui font de ce thème l'un des plus importants des Essais. Cette réflexion est essentiellement motivée dans les premières éditions des Essais par le souvenir de la disparition de son ami La Boétie, qui le laisse accablé (« Depuis le jour que je le perdis, je ne fais que traîner languissant. »).
Mais ce qui fait l'originalité de la pensée de Montaigne, c'est qu'il regarde la mort avant tout comme une expérience intime, et qu'il va en faire lui-même l'essai. Un jour, après un grave accident de cheval, il demeure « plus de deux grosses heures tenu pour trépassé » et se rend compte dans ce voisinage de la mort qu'elle est bien moins effrayante que ce qu'il ne le pensait. La seule chose à connaître de la mort, ce sont les impressions éprouvées lors du passage de vie à trépas, et Montaigne découvre que cette transition n'a rien de redoutable-tout au contraire, il s'est senti mourir « sans aucune douleur », d'une façon « très douce et très paisible ». Cette réconciliation avec la mort n'efface pas son côté négatif et anéantissant, mais Montaigne s'aperçoit que la mort n'est rien d'autre qu'une dernière expérience intérieure. Dès lors, pourquoi se préparer à mourir, puisque la mort est toujours « la moins préméditée et la plus courte » ? Pourquoi « troubler la vie par le soin de la mort, et la mort par le soin de la vie? ». La mort n'est plus que le « bout, non pourtant le but de la vie », « un quart d'heure de passion sans conséquence, sans nuisance, (qui) ne mérite pas des préceptes particuliers ».
Les Essais éliminent l'interprétation chrétienne de la mort, l'idée d'une âme libérée de son corps et qui retourne dans la demeure des cieux. L'immortalité de l'âme est pour Montaigne une chimère spéculative, la mort ne lui inspire pas l'angoisse qui habite Pascal : mourir, c'est le « saut du mal être au non être », l'extinction du moi; et Montaigne n'éprouve nul besoin de recourir au salut ou à la foi. Montaigne va même de manière très audacieuse aller jusqu'à ramener celle-ci à une faiblesse, à une tentative de diversion par des prières : « Ils fuient la lucidité, ils détournent de la mort leur considération, comme on amuse les enfants pendant qu'on veut donner le coup de lancette. » Une page plus loin, on trouve ces mots : « Nous pensons toujours ailleurs, l'espérance d'une meilleure vie nous arrête et appuie, ou l'espérance de la valeur de nos enfants, ou la gloire future de notre nom. » Montaigne préfère quant à lui une mort anonyme mais qui soit pleinement la sienne : « Je me contente d'une mort recueillie en soi, quiète et tranquille, toute mienne, convenable à ma vie retirée. »

### Éloge de la vie

#### Savoir-vivre desEssais
Le memento mori se mue chez Montaigne en un projet de conférer à chaque instant de vie la plus complète justification. Tandis que l'imminence de la mort incite le chrétien à diriger sa pensée vers l'au-delà, Montaigne au contraire reporte son regard sur l'en deçà : la vie est rendue d'autant plus précieuse de par sa précarité même. Reste alors à savoir comment vivre. Rien n'est plus aisé, mais rien n'est plus difficile, car il faut entreprendre de « bien et naturellement vivre cette vie », de « vivre à propos », et il n'est point de « science si ardue » : elle est « notre grand et glorieux chef-d’œuvre. » Or la vie se manifeste à chaque instant comme déjà là, et l'on ne peut que la parfaire. Mais Montaigne se refuse à accepter la vie de manière passive, il préfère entreprendre une tâche infinie en se racontant et ne pas se contenter du legs des années : « La vie est un mouvement inégal, irrégulier et multiforme. »
Ainsi, Montaigne répond aux assauts de la maladie par la louange de notre condition corporelle : « De nos maladies les plus sauvages, c'est mépriser notre être. » Il connaît désormais mieux la valeur de la santé et le bonheur d'avoir un corps. Reconnaissant que « la mort se mêle et se confond par tout à notre vie », Montaigne redouble son attention envers chaque objet qu'offre l'existence et se fait le partisan d'un bonheur très terrestre : « Toutes les opinions en sont là, que le plaisir est notre but, quoiqu'elles en prennent divers moyens. » 
Montaigne n'est cependant pas dupe du commerce des hommes et son hédonisme a des limites. La réinvention de l'otium issu de la pensée antique est essentielle à son art de vivre, mais il n'ignore pas la notion de mesure au point de consacrer un chapitre entier à la modération. La modération de Montaigne lui permet de se préserver de la déshumanisation, en évitant de tomber dans des vices vulgaires ou dans l'ascétisme, et de replonger son corps et son âme dans l'innocence de la nature. Montaigne ne fait qu'une seule exception à ce principe, l’amitié, « le plus parfait et doux fruit de la vie ». Les passages des Essais qui traitent de l’amitié de Montaigne et de La Boétie figurent parmi les plus beaux de la littérature universelle. Alors qu'il raille ailleurs les prétentions de l'homme (« Il n'est si frivole et si extravagante fantaisie qui ne me semble bien sortable à la production de l'esprit humain. »), il s'élève au sujet de l'amitié à une exaltation qui tranche avec le reste des Essais. Montaigne s'exprime avec la tristesse de l'amant qui a perdu l'être cher : « Si on me presse de dire pourquoi je l'aimais, je sens que cela ne se peut exprimer qu'en répondant: parce que c'était lui, parce que c'était moi. » Son expérience de l'amitié telle qu'il la décrit dans les Essais est une plénitude affective, un lien idéal et désintéressé que Montaigne regrettera toute sa vie. Or depuis la perte de cet alter ego qu'était La Boétie, Montaigne confesse ne manifester aucun goût pour les partis, les communautés, et se défier de la comédie du monde : « La plupart de nos vacations sont farcesques, »
Quant au mariage, il le décrit comme une institution utile mais qui n'atteint pas la force de ses relations avec La Boétie. Il avoue qu'il n'a pas contracté son mariage de sa propre initiative, et qu'il ne se serait pas marié spontanément, par besoin d'indépendance. Il en supporte les imperfections et les devoirs domestiques avec l'habitude à laquelle se plie son esprit conservateur. L'amour sexuel est pour lui une des nécessités du corps, un jeu auquel il vaut mieux céder que s'en affliger. Les Essais critiquent donc l'absurdité de ceux qui prêchent la continence : « Je trouve plus aisé de porter une cuirasse toute ma vie qu'un pucelage. » Néanmoins, Montaigne ne voit dans cet amour physique qu'une « ridicule titillation », un besoin animal qu'il nous faut satisfaire. Il n'est pourtant pas misogyne, ce qu'on lui a parfois reproché du fait du peu d'attention qu'il semble porter à sa femme dans ses Essais. Mais il n'est pas non plus féministe : la place de la femme est avant tout de plaire et de se faire aimer (« Que leur faut-il que vivre aimées et honorées ? »), de séduire par ses charmes et les agréments de sa conversation. Il estime la femme incapable de juger les questions religieuses, de comprendre la véritable amitié, ou même d’exprimer des pensées sérieuses. La femme savante est pour lui une enfreinte aux règles de la nature, leur instruction ne doit viser qu'à « éveiller un peu et réchauffer les facultés qui sont en elles. » Cette analyse ne sera pas sans influencer, plus tard, les ouvrages de Molière.
Les clés de l'art de vivre décrit par Montaigne dans les Essais est de cultiver à la fois l'ouverture au monde et l'attention à soi. Montaigne fait en particulier l'éloge du plaisir de la conversation, du voyage, mais aussi de la lecture. Il nous dépeint son idéal en ce qui concerne « l'art de conférer » : ne pas être pédant, ni vaniteux, ne se formaliser de rien, choisir ses interlocuteurs avec soin car c'est la rencontre de deux belles âmes qui fait de la conversation une occupation exquise. « La fin de ce commerce, c'est simplement la privauté, fréquentation et conférence, l'exercice des âmes sans autre fruit. » Pour mieux converser, on pourra s'adonner à la lecture, mais à condition de n'en faire qu'un passe-temps, car on risquerait sinon d'oublier toute sociabilité : « Et combien ai-je vu de mon temps d'hommes abêtis par téméraire avidité de science ? Carneades s'en trouva si affolé qu'il n'eut plus le loisir de se faire le poil et les ongles. » Montaigne lui-même se défend de se terrer dans l'étude ou faire aux livres une trop grand place dans sa vie. Parlant de sa « librairie », il avoue : « je n'y suis jamais la nuit », manière de railler ceux qui se perdent dans une vaine érudition. On profitera donc de la lecture avec modération, pour tromper l'oisiveté ou l'ennui. « Le plaisir des livres côtoie tout mon cours et m'assiste par tout. Il me console en la vieillesse et en la solitude. Il me décharge du poids d’une oisiveté ennuyeuse ; et me défait à toute heure des compagnons qui me fâchent. Il émousse les pointures de la douleur si elle n’est du tout extrême et maîtresse. Pour me distraire d’une imagination importune, il n’est que de recourir aux livres ; ils me détournent facilement à eux et me la dérobent. »

#### Nature dans lesEssais
Montaigne évoque souvent la nature dans ses Essais. Cette « mère nature » se confond parfois même avec Dieu. Comme le remarque Hugo Friedrich, « jusque dans les dernières pages des Essais, on peut remplacer le mot Dieu, de plus en plus rare, par celui de nature, sans rien changer au sens des phrases qui le contiennent. » Montaigne se méfie en effet des « humeurs transcendantes », de ceux qui rejettent notre condition : « Ils veulent se mettre hors d'eux et échapper à l'homme. C'est folie : au lieu de se transformer en anges, ils se transforment en bêtes; au lieu de se hausser, ils s'abattent. » Cette apologie de la « nature au complet sans la grâce », de l'« homme naturel » apparaît donc scandaleuse aux yeux des jansénistes.
Montaigne remet même en cause l'idée d'une supériorité de l'homme sur l'animal : « Quand je me joue à ma chatte, qui sait si elle passe son temps de moi, plus que je ne fais d’elle,. » Nous qui ne savons pas ce que nous sommes nous-mêmes, que savons nous des bêtes ? L'animal et l'homme sont « confrères et compagnons », l'animal étant parfois mieux doué que l'homme chez qui la pensée corrompt l'obéissance à la nature. L'homme est donc dépossédé de sa situation privilégiée de roi de la Création, mis à égalité avec l'animal et confié à la bienveillance de « notre mère nature » : « Nous devons la justice aux hommes, et la grâce et la bénignité aux autres créatures qui peuvent en être capables... ». Un tel rapprochement est évidemment scandaleux aux yeux de théologiens comme Pascal ou Bossuet,.
La nature dont nous parle Montaigne est la conception de ses prédécesseurs de l'Antiquité, Lucrèce, Cicéron ou encore Sénèque : la nature est pour lui une mère généreuse avec les hommes, un tout qui nous enveloppe et qui nous abrite. En revanche, au contraire des philosophes antiques, il ne tente pas d'invoquer une raison, une causalité de la nature : il lui suffit de la sentir, il n'a pas besoin de spéculer sur les origines de « notre mère nature en son entière majesté. » C'est pourquoi, si la conception montanienne de la nature reste assez vague dans les Essais, Montaigne en parle toujours avec une tonalité très affective. Elle est ainsi souvent personnifiée : « comme elle nous fournit des pieds à marcher, aussi a elle de prudence pour nous guider en la vie» Les Essais décrivent la nature avec la reconnaissance que lui doit l'homme, son enfant ; et Montaigne la vénère dans son immensité, grâce à laquelle il voit le peu qu'il est, un point perdu dans l'univers, le « trait d'une pointe très délicate. » On songe bien sûr ici à Pascal. L'idée d'une suprématie technique de l'homme sur la nature est totalement étrangère à l'auteur des Essais. L'homme qu'il décrit n'en est pas le maître, mais le protégé. On mesure combien une telle conception est éloignée des idées de Descartes ou même de la tradition biblique. On aura donc soin d'entretenir un rapport d'obéissance envers « notre mère nature », obéissance qui va pour Montaigne jusqu'à l'acceptation sereine de la maladie : « on doit donner passage aux maladies; et je trouve qu'elles arrêtent moins chez moi, qui les laisse faire...Laissons faire un peu à nature: elle entend mieux ses affaires que nous. »
Cependant, obéir à la nature ne signifie pas que tout est permis, il faut au contraire se soumettre à un ordre qui seul donne son sens à une vie menée « conformément à l'humaine condition ». Il faut obéir à la nature, mais surtout à sa nature, et Montaigne ne redoute qu'une chose, l'aliénation de soi. Il nous invite à vivre en trouvant un accord éphémère entre les exigences mouvantes de la nature et de la conscience : « Les plus belles vies sont, à mon gré, celles qui se rangent au modèle commun et humain, avec ordre, mais sans miracle et sans extravagance. » Lorsque Montaigne professe que « chaque homme porte la forme entière de l'humaine condition », c'est une manière de dire : je parle de moi qui ne suis pas un héros, mais peu importe, car les grands hommes ne sont pas d'une autre sorte que ceux dont la vie est « basse et sans lustre ». Autrement dit, une vie sans extravagances vaut bien celles des rois et des hommes illustres : « Sur le plus haut trône du monde, on n'est jamais assis que sur son cul. » Il nous suffit donc d'accepter les dons de la nature, cette force qui régit notre individualité; de prendre et d'accepter tranquillement ce qu'elle nous offre : « on fait tort à ce grand et puissant donneur de refuser son don, l'annuler et défigurer. Tout bon, il a fait tout bon. »

#### Humanisme desEssais

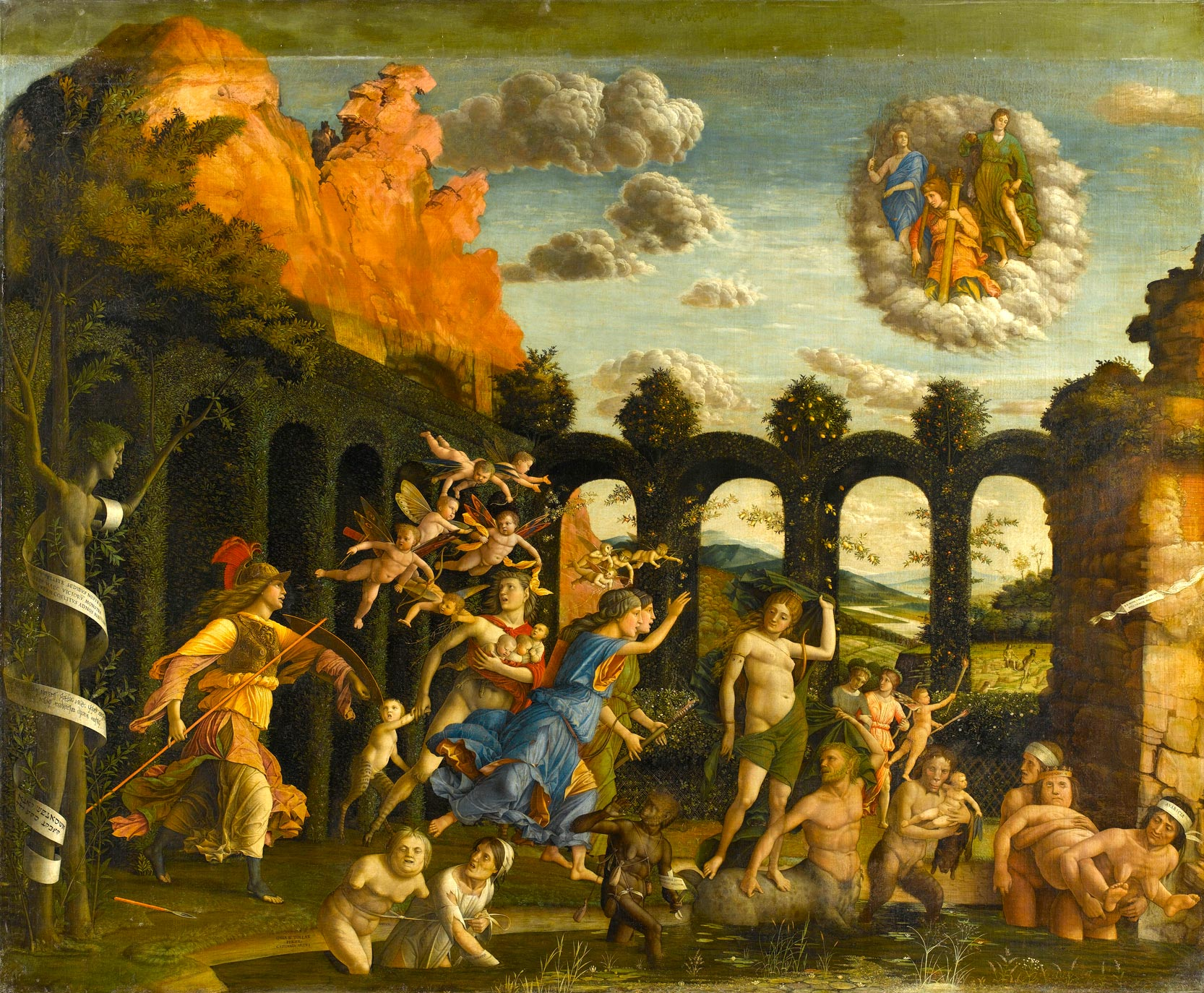
Minerve chassant les Vices du jardin de la vertu, tableau de Mantegna peint en 1501. Quelques décennies plus tard, le rêve humaniste fait place à la violence des guerres de religion. « Qui n'est que parricide en nos jours et sacrilège, il est homme de bien et d'honneur. »

Malgré l'apparent vagabondage du propos dans Essais, un thème essentiel se dégage tout au long du livre : l'homme. Quand Montaigne évoque Dieu, la nature ou encore les coutumes, c'est toujours pour en tirer une réflexion sur notre condition: « l'étude que je fais, duquel le sujet c'est l'homme. » En plaçant l'Homme au centre de ses interrogations (« Les autres forment l'homme ; je le récite. »), Montaigne semble s'inscrire dans la tradition des humanistes qui l'ont précédé. Toutefois, il s'en sépare en grande partie par son jugement sur l'homme. À l'humanisme conquérant d'un Rabelais ou d'un Érasme, confiant dans les progrès de la raison humaine, Montaigne répond par un aveu d'humilité : « La reconnaissance de l'ignorance est un des plus beaux et plus sûrs témoignages de jugement que je trouve. »
On trouve en effet tout au long des Essais deux thèmes antagonistes : la misère de l'homme (miseria hominis) et sa grandeur (dignitas hominis). Montaigne n'a de cesse de décrire les infirmités de la condition de l'homme, qu'il abaisse au rang de créature désemparée : « est-ce pas un misérable animal que l'homme ? » L'homme que décrivent les Essais est réduit à un petit point chétif, perdu dans un univers qui n'est lui-même plus hiérarchisé ni ordonné selon l'ancienne conception aristotélicienne. Ce n'est plus le roi de la Création, ce qu'il était dans l'humanisme médiéval, mais un être balbutiant parmi tous ceux qu'abritent la nature. Quant à la raison, grâce à laquelle il fonde sa supériorité sur les animaux, elle est et sera toujours insuffisante car il n'y a pas de connaissance certaine. Montaigne la qualifie d'ailleurs de « fantaisie », de « rêverie », de « pot à deux ances, qui se peut saisir à gauche et à dextre » pour signifier que ce qu'on appelle raison n'est que jugement empreint de subjectivité et tromperie : « J'appelle toujours raison cette apparence de discours que chacun forge en soi ; cette raison, de la condition de laquelle il y en peut avoir cent contraires autour d'un même sujet, c'est un instrument de plomb et de cire, allongeable, ployable, et accommodable à tous biais et à toutes mesures. »
Une seule chose est sûre, l'esprit humain est impuissant à découvrir le vrai, et Montaigne en veut pour preuve toutes les théories contradictoires qu'ont élaborées les philosophes et les savants, ce « tintamarre de tant de cervelles philosophiques. » Accéder à la connaissance n'est pas impossible, mais on devra se contenter d'un savoir relatif, en changement constant. Montaigne est le précurseur d'une méthode qui sera reprise et développée par Francis Bacon et Descartes, il insiste sur l'aspect précaire et trompeur de notre connaissance, qui ne saurait atteindre l'origine et l'essence des choses. Il n'en conclut pas qu'il faille se soumettre à une vérité révélée, mais développe une attitude positiviste: il nous faut reconnaître que notre savoir est relatif et conditionnel. En bon sceptique, Montaigne conseille donc de privilégier l'étude des faits matériels : « j'aime mieux suivre les effets que la raison. »

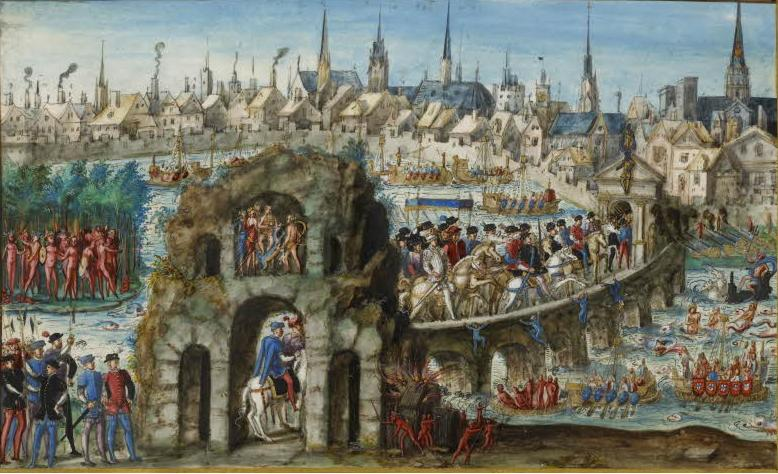
En 1550, pour la visite du roi Henri II (roi de France) à Rouen, les autorités de la ville offrent un spectacle exotique : des Indiens du Brésil et leurs danses. En 1562, Charles IX (roi de France) s'y fait à son tour montrer des indigènes. Montaigne, présent, put converser avec eux grâce à un interprète.

Parmi ces fait matériels, il en est dont l'étude le passionne : il s'agit des faits humains, des coutumes, des mœurs, des récits de vie... il y voit la confirmation des infinies possibilités de l'être humain, sans que l'une soit plus louable que l'autre. L'humanisme, fondé sur l'idée d'une permanence humaine dans le temps et l'espace, se teinte volontiers de cosmopolitisme : « J'estime tous les hommes mes compatriotes et embrasse un Polonais comme un Français, postponant cette liaison nationale à l'universelle et commune. » Les Essais sont ainsi une leçon de tolérance, ce qui apparaît dans un célèbre passage où Montaigne oppose la barbarie des civilisés et des colonisateurs du Nouveau Monde à l'innocent bonheur des Cannibales, tout proches de l'état de Nature : « Nous les pouvons donc bien appeler barbares, eu égard aux règles de la raison, mais non pas eu égard à nous, qui les surpassons en toute sorte de barbarie. » Et même dans le giron d'une société, qu'est-ce qui distingue un héros, un de ceux dont Plutarque fait le portrait, du dernier des esclaves ? Les deux sont en fin de compte tout aussi dignes du nom d'homme : « La vie de César n'a point plus d'exemples que la nôtre pour nous, [...] c'est toujours une vie que tous accidents humains regardent. » La gloire n'est que vanité, « un petit homme est un homme entier, comme un grand. », tout comme la tentation d'échapper à notre condition, que ce soit par la foi ou par une prétendue sagesse : « tout sage qu'il voudra, mais en fin c'est un homme, qu'est-il plus caduque, plus misérable et plus de néant ? »
Il nous faut donc renoncer à l'idée d'une forme supérieure de l'humanité que nous pourrions atteindre dans cette vie ou dans une autre. Les Essais font l'apologie non de l'homme exceptionnel, mais bien de l'homme ordinaire, ce miracle de diversité:« oui, je le confesse...la seule variété me paye, et la possession de la diversité, au moins si aucune chose me paye. » Cette infinie diversité de l'homme est pour Montaigne un sujet inépuisable, ce qu'il exprime en recourant une fois encore à la comparaison avec l'animal : « Plutarque dit en quelque lieu qu'il ne trouve point si grande distance de bête à bête, comme il en trouve d'homme à homme. » Et il ajoute : « j'enchérirais volontiers sur Plutarque; et dirais qu'il y a plus de distance de tel homme à tel homme qu'il n'y a de tel homme à telle bête. » Les Essais s'attachent à montrer tout ce qu'une personnalité a d'intime et d'irremplaçable, tout ce tissu de contradictions qui fait notre richesse. En définitive, ce qui sépare l'homme de l'animal n'est plus la pensée mais sa prodigieuse capacité de différenciation, car « nous sommes tous de lopins et d'une contexture si informe et diverse, que chaque pièce, chaque montant, fait son jeu. Et se trouve autant de différences de nous à nous-mêmes, que de nous à autrui. »
L'homme est trop complexe pour rentrer dans des classifications grossières, et Montaigne le démontre avec une profusion d'anecdotes liées à la morale et à la psychologie. À ceux qui lui reprocheraient de se perdre dans des détails insignifiants, il répond « tout argument m'est également fertile. » Son observation de l'homme doit sa profondeur à son refus de tomber dans les raisonnements abstraits des moralistes de son temps. L'homme est en effet plus riche que tous les modèles idéaux auxquels on s'efforce de l'identifier (« Nous sommes chacun plus riches que nous ne pensons; mais on nous dresse à l'emprunt et à la queste : on nous duict à nous servir plus de l'autruy que du nostre. »). Montaigne feuillette l'âme humaine, il en observe toutes les nuances (« L'étrangeté de notre condition porte que nous soyons souvent par le vice même poussés à bien faire »), mais s'abstient d'en conclure qu'une qualité ou qu'une action suffit à en découvrir le dedans. Seule une observation patiente et approfondie peut révéler les contrastes d'un caractère : « Pour juger d'un homme, il faut suivre longuement et curieusement sa trace. » Alors qu'un Pascal désespère de la finitude de notre existence, les Essais nous montrent au contraire Montaigne s'émerveillant de la richesse de la vie et défendant la dignité de la condition humaine : « Il n'est rien si beau et si légitime que de faire bien l'homme. »

### Vision du monde dans lesEssais

#### Religion

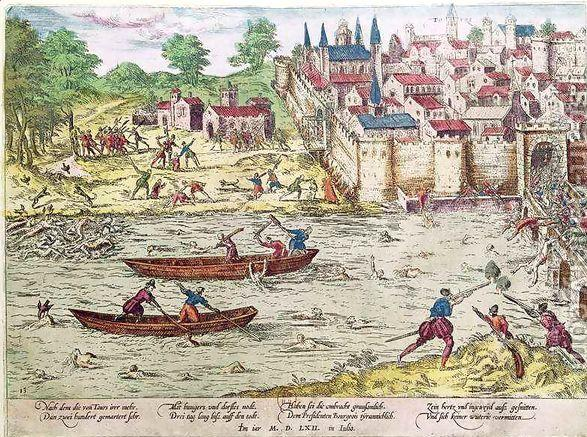
Dès qu'une violence a été commise par l'un des partis, l'autre réplique avec la même cruauté, et l’Évangile est bien oublié. « Il n'est point d'hostilité excellente comme la Chrétienne. Notre zèle fait merveilles, quand il va secondant notre pente vers la haine, la cruauté, l'ambition, l'avarice, la détraction, la rébellion. » (le massacre de Tours, gravure d'Hogenberg)

Dans l'« Apologie de Raymond Sebond », en parlant des croyances humaines, Montaigne observe qu'il aurait volontiers vénéré le soleil s'il avait vécu à une époque antérieure. Adepte d'un culte de la nature « sans miracle et sans extravagance », il ne se préoccupe pas du péché ni du salut, évoque peu le créateur, défend l'empereur Julien qualifié d'apostat par l'Église et montre le même relativisme envers la religion qu'envers le reste : « Nous sommes chrétiens à même titre que nous sommes Périgourdins ou Allemands. »
Quelle est donc la religion de leur auteur ? C'est pourtant le catholicisme. Montaigne a toujours été en règle avec les autorités religieuses, et il ne fut pas inquiété lorsque les inquisiteurs du Saint-Office examinèrent la première édition des Essais (qui furent néanmoins mis à l'Index en 1676). Cependant, les divergences entre critiques sont radicales: certains voient dans les Essais le livre d'un païen, d'autres d'un ennemi de l’Église, d'un fidéiste, enfin certains en font un « théologien catholique »! Si Montaigne parle peu volontiers de la chute ou du péché originel, il se rattache en partie à la pensée religieuse par sa vision assez pessimiste de l'homme, superficiel (« Peu de chose nous divertit, car peu de chose nous tient. »).
Montaigne ignore les préoccupations métaphysiques qui hantent un Pascal ; il préfère s'installer dans un bonheur terrestre, « en voisin respectueux qui se garde de toucher aux mystères et aux dogmes ». Son art de vivre ignore les préceptes chrétiens, et la mort qu'il désire est un néant brutal, sans préoccupation du salut. Dieu, dépersonnalisé n'est plus qu'une lointaine puissance, selon la conception épicurienne (« Les Dieux s'ébattent de nous à la pelote et nous agitent à toutes mains... »). En somme, comme le résume
André Maurois, « Montaigne ne nie pas Dieu, loin de là, mais il l’installe sur un trône, magnifiquement isolé, et vit comme si Dieu n’existait pas ». Bien que pratiquant, le christianisme n'est pour lui qu'une des grandes possibilités de l'esprit humain, et l’Église un principe de cohésion sociale : « ce qui lui plaît dans le catholicisme, ce qu'il y admire et en prône, c'est l'ordre et l'ancienneté. »
Guerres d'autant plus tragiques que ce qui sépare les croyants est dérisoire : la simple lecture d'un passage de saint Paul, « Hoc est corpus meum » prononcé lors de la consécration de l'hostie suffit à diviser catholiques et protestants. Pour les premiers, l'hostie représente réellement le corps du Christ, alors que pour les seconds ce qu'on mange est simplement du pain commémorant un sacrifice. Et Montaigne de commenter : « combien de querelles et combien importantes a produit au monde le double sens de cette syllabe, Hoc... » Cependant, son conservatisme pratique ne l'empêche pas de garder un esprit extraordinairement ouvert à toutes les formes de religions; il voit dans celles-ci le résultat de conditions naturelles, dans le sillage de la pensée de Jean Bodin (« La forme de notre être dépend de l'air, du climat et du terroir où nous naissons, non seulement le teint, la taille, la complexion et les contenances, mais encore les facultés de l'âme. »).
Son scepticisme naturel le conduit à faire preuve de la plus grande prudence dans l'examen de tout ce qui touche à la foi. Il ne faut toutefois pas le confondre avec celui de Fontenelle ou de Voltaire, prompts à démasquer les superstitions populaires. Le scepticisme de Montaigne est « tout frémissant de craintes métaphysiques », il se défie aussi bien des théologiens que des philosophes, et préfère reconnaître son ignorance et son incertitude. Il juge ainsi la question des miracles indécidable, comme l'a noté Pascal dans ses Pensées: « Montaigne contre les miracles. Montaigne pour les miracles. » Montaigne ne s'engage fermement que pour condamner les conséquences du fanatisme, en particulier les procès en sorcellerie. Le doute, admissible dans ce qui relève des croyances humaines, ne l'est plus quand il s'agit d'envoyer au bûcher de prétendues sorcières. L'auteur des Essais, qui en a vu de près, leur aurait « plutôt ordonné de l’ellébore que de la ciguë.»

#### Histoire

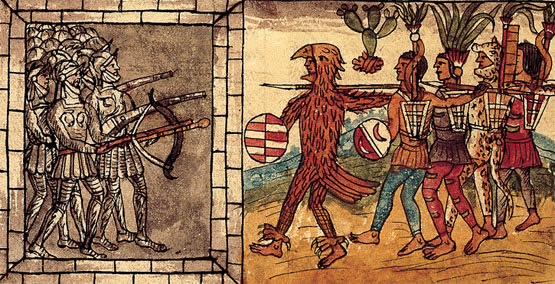
L'inégal affrontement des aztèques et des espagnols représenté par Diego Duran. « Nous nous sommes servis de leur ignorance et inexpérience à les plier plus facilement [...] vers toute sorte d'inhumanité et de cruauté, à l'exemple et patron de nos mœurs. »

Montaigne ne développe jamais de grandes synthèses historiques dans ses Essais. L'histoire est pour lui "un pêle-mêle d'actions, de gestes, de brefs entretiens, de situations morales ou sociales, de coutumes, de traits de caractères". Il ne se soucie pas de perspectives chronologiques. Les anecdotes historiques foisonnent, mais Montaigne n'y voit qu'une confirmation du fait que notre condition est un changement perpétuel. Il n'utilise pas les historiens antiques pour prévoir l'avenir, mais pour sonder l'humain, et en conclure qu'il ne saurait y trouver une vérité définitive. Son érudition historique est pourtant immense: grand lecteur de Plutarque, d'Hérodote, de Tacite, il s'appuie aussi sur les chroniqueurs du Moyen Âge, Joinville, Froissart ou Commynes, car « en ce genre d'étude des Histoires, il faut feuilleter sans distinction toutes sortes d'auteurs ». Son scepticisme clairvoyant est alimenté par les récits de voyages de Lopez de Gomara ou de Simon Goulard. Certaines pages des Essais puisent ainsi abondamment dans cette littérature ethnographique qui fascine Montaigne et nourrit sa tolérance. Des pages véhémentes dénoncent la colonisation de l'Amérique, « nouvelleté » à l'origine de violences innommables et qui dévoilent les vices des vainqueurs : « Tant de villes rasées, tant de nations exterminées, tant de millions de peuples passé au fil de l'épée, et la plus riche et la plus belle partie du monde bouleversée pour la négociation des perles et du poivre : mécaniques victoires. »
D'où la tentation, éphémère, de refaire l'histoire : « Que n'est tombé sous Alexandre ou sous ces anciens Grecs et Romains une si noble conquête. » Montaigne ruine les préjugés européens de barbarie et de civilisation: « chacun appelle barbarie ce qui n'est pas de son usage ; comme de vrai, il semble que nous n'ayons autre mire de la vérité et de la raison que l'exemple et idée des opinions et usances du pays où nous sommes. ». Néanmoins, Montaigne se garde de quelque exaltation que ce soit : pour lui, l'homme est dans son droit, peu importe sous quelle forme et dans quels lieux il existe. On est encore loin des idées rousseauistes, même si les Essais reconnaissent que la barbarie n'est finalement rien d'autre qu'une vie tranquille dans le bonheur d'une nature toute proche : « Ce n'est pas sans raison que l'art gagne le point d'honneur sur notre grande et puissante mère nature. Nous avons tant rechargé la beauté et la richesse de ses ouvrages par nos inventions, que nous l'avons du tout étouffée. » Montaigne n'éprouve nul regret pour un âge d'or perdu dont les peuples exotiques seraient les dépositaires car rien n'est figé : « Nous n'allons point, nous rôdons plutôt, et tournoyons çà et là. » Il fustige les violences de son époque, mais comme rien n'est immuable, le mal, comme le bien, n'aura qu'un temps : « Le monde n'est qu'une branloire pérenne, ».

#### Justice et politique

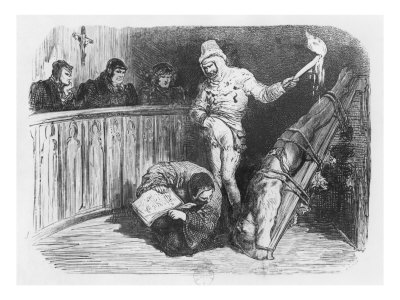
Illustration de Gustave Doré pour les Essais : « Où le moyen ordinaire nous faut, nous y ajoutons, le commandement, la force, le fer et le feu. »

Montaigne s'interroge également sur la vie publique et les moyens qui permettent à un état et une société de perdurer. Il remarque que l'ordre social n'a pas besoin de recourir à des fondements éthiques pour exister: Philippe fonde une cité avec « les plus méchants hommes et incorrigibles qu'il peut trouver. » De plus, de manière surprenante, cet ordre social se maintient malgré des conditions difficiles, y compris la guerre civile à laquelle Montaigne fait allusion : « Enfin je vois par notre exemple que la société des hommes se tient et se coud, à quelque prix que ce soit. » Finalement, cette société n'est que le reflet de la diversité humaine. Montaigne exclut donc l'idée d'un droit universel qui serait fondée sur une identité commune à tous les hommes. L'homme étant divers, la science juridique ne saurait se fonder que sur des principes propres à une époque et à un peuple : « Quelle bonté est-ce que je voyais hier en crédit, et demain plus, et que le trait d'une rivière fait crime? Quelle vérité que ces montagnes bornent, qui est mensonge au monde qui se tient au-delà? ». Pascal, bien que très critique envers Montaigne, a repris cette idée dans ses Pensées : « Plaisante justice qu'une rivière borne ! Vérité au-deçà des Pyrénées, erreur au-delà. »

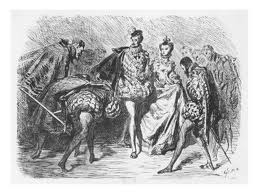
Illustration de Gustave Doré pour les Essais : « La vertu assignée aux affaires du monde est une vertu à plusieurs plis, encoignures et coudes, pour s’appliquer et joindre à l'humaine faiblesse. »

En définitive, Montaigne aborde bien la question sociale et politique de manière très pragmatique. Il critique Machiavel pour sa conception trop théorique de l'exercice du pouvoir. De même, la question du gouvernement idéal n'a pas non plus de sens pour l'auteur des Essais : ce n'est qu'une chimère spéculative et livresque, à l'image des écrits de Platon dans La République. Néanmoins, il faut se garder de croire que Montaigne se désintéresse complètement du « commerce du monde » et des « maniements publiques ». En réalité, si « l'espace social et politique s'avère pour Montaigne un espace radicalement immaîtrisable » car d'une immense contingence, cela n'implique pas qu'il faille renoncer à l'action : nous devons cependant accepter que la réalité humaine et mondaine est empreinte de subjectivité. Non seulement la diversité des hommes et de leurs coutumes est un fait irréductible, mais elle est à l'origine de toute l'organisation sociale : « En toutes les pièces du service de notre société, il y a un si perpétuel, et si universel mélange de cérémonies et apparences superficielles : si que la meilleure et la plus effectuelle part des polices consiste en cela. »
Cela ne signifie pas pour autant que tout est permis, mais qu'on ne saurait découvrir de règles de vie immuables, universelles et incontestables. Montaigne reconnaît en particulier qu'« il y a des offices nécessaires, non seulement abjects, mais encore vicieux » qu'il préfère pour sa part abandonner « aux citoyens plus vigoureux et moins craintifs qui sacrifient leur honneur et leur conscience. » Il est de toute manière impossible de recueillir une approbation unanime : « toutes actions publiques sont sujettes à incertaines, et diverses interprétations, car trop de têtes en jugent,. » Le pragmatisme de Montaigne ne résout donc pas, du moins en apparence, la question de la vertu. Comment juger les actions des dirigeants, si l'on ne peut pas les ramener à une norme ? Les Essais répondent à cette interrogation en s'appuyant sur la tradition antique et en particulier stoïcienne : le bon gouvernant sera désintéressé, car « les actions de la vertu, elles sont trop nobles d'elles-mêmes, pour rechercher autre loyer, que de leur propre valeur, et notamment pour la chercher en la vanité des jugements humains. »

#### Éducation

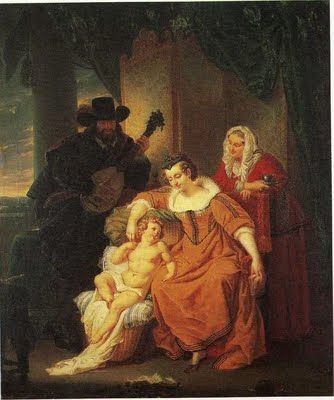
« Mon père me faisait éveiller par le son de quelque instrument et avait un joueur d'épinette pour cet effet »
(L'Enfance de Michel de Montaigne, peinture de Bergeret, v. 1819)

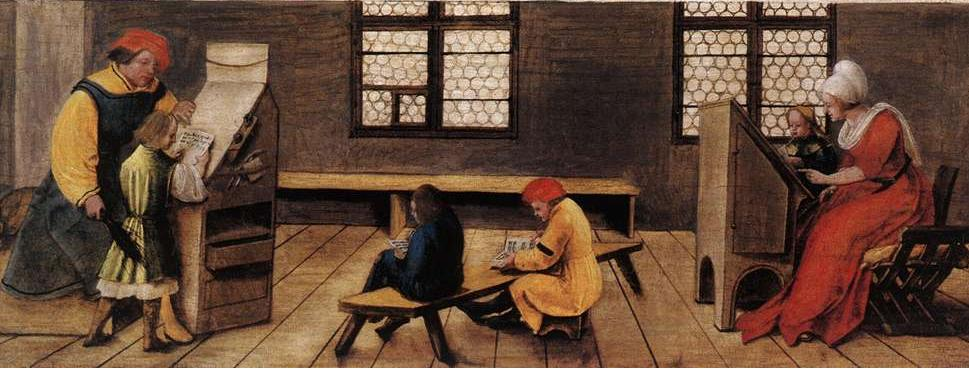
« Combien leurs classes seraient plus décemment jonchées de fleurs et de feuilles, que de tronçons d'osier sanglant ». Peinture d'Ambrosius Holbein, 1516.

Certes, Montaigne n'ignore pas qu'un accomplissement en éducation est difficile, et qu'il se trouvera parmi les élèves de mauvaises pousses qui ne pourront devenir que « pâtissiers en quelque bonne ville. » Mais il y en aura aussi d'autres qui tireront les fruits d'un enseignement qui vise avant tout « à se connaître, à bien vivre, à bien mourir ». L'élève idéal fera preuve de civilité avec ses semblables, de tempérance dans les plaisirs, se conformera aux usages en vigueur tout en maintenant « une honnête curiosité ». Finalement, il aura les qualités de l'auteur des Essais : confiant dans son jugement plutôt que dans celui des autres, épris de liberté mais soucieux de ne causer de tort à personne, accommodant mais indépendant. C'est peu dire que Montaigne continue à se peindre tout en parlant d'éducation. Cependant, ses propos sur la pédagogie furent ensuite largement utilisés par ses plus ardents adversaires, les maîtres de Port-Royal, et par la suite, par tous ceux qui essayèrent d'arracher l'enseignement au pédantisme et à l'ennui, comme Rousseau dans l'Émile ou encore John Locke. On peut même dire que c'est lui qui a enrichi qui a apporté au patrimoine français l'idée d'une éducation libérale et ouverte sur le monde extérieur.

## Style desEssais

### Structure
D'un point de vue formel, les Essais réalisent une synthèse harmonieuse entre le centon, le dialogue et la lettre ; Montaigne avoue d'ailleurs que seule l’absence de destinataire lui a fait refuser la forme épistolaire : « Sur ce sujet de lettres, je veux dire ce mot, que c'est un ouvrage auquel mes amis tiennent que je puis quelque chose. Et eusse pris plus volontiers cette forme à publier mes verves, si j'eusse eu à qui parler. » En réalité, les Essais vont beaucoup plus loin dans l'affirmation de la subjectivité que les épistoliers antérieurs, Pétrarque, Érasme, Budé, chez qui l'on perçoit encore la crainte de trop parler de soi. Au lieu de s’embarrasser d'un correspondant imaginaire et de considérations rhétoriques, Montaigne préfère créer un genre inédit, l'essai, qui n'a plus besoin que de lui-même.
Il faut cependant noter que la lettre, tout comme le dialogue, font partie des précédents historiques qui ont rendu possible la forme ouverte des Essais. Montaigne exprime souvent son admiration pour Platon, en qui il voit un sceptique : « Platon me semble avoir aimé cette forme de philosopher par dialogues, à escient, pour loger plus décemment en diverses bouches la diversité et variété de ses propres fantaisies. Diversement traiter les matières est aussi bien le traiter que conformément, et mieux : à savoir plus copieusement et utilement. » 
Comment Montaigne s'affranchit-il des contraintes formelles de ses prédécesseurs ? Les Essais évitent tout d'abord tout plan démonstratif et tout dogmatisme au profit de la liberté de parole. Très révélatrice à cet égard est la relation entre la matière traitée dans tel essai et le titre du chapitre : relation très lâche, si bien que le titre finit par n'être plus qu'une façon d'introduire les sujets les plus divers. Montaigne ne s'en cache d'ailleurs pas : « Les noms de mes chapitres n'embrassent pas toujours la matière. » Parfois, le titre est adéquat, mais il n'empêche pas la présence de longues digressions; parfois même il dissimule par prudence le sujet réel de l'essai: le onzième essai du livre trois, intitulé « Des boiteux », traite ainsi des procès en sorcellerie. Quant à l'ébauche d'un plan, on n'en distingue les traces que dans l'« Apologie de Raymond Sebond » et elles sont si ténues que les tentatives de reconstitutions aboutissent à des résultats différents.
Si l'on regarde le sens du titre, essayer signifie en ancien français mettre à l'épreuve, expérimenter, sonder... Autrement dit, le titre fait plus référence à l'idée d'une méthode qu'à un genre littéraire qui n'existait d'ailleurs pas encore à l'époque et que Montaigne a contribué à fonder : « Laisse, lecteur, courir ce coup d'essai... » écrit Montaigne, dont l'ouvrage, qui néglige la forme et la tenue, est à l'opposé de la prose ciselée des humanistes de son temps. Le titre de l'ouvrage désigne finalement une conception de l'existence vue comme passage, comme mouvement : « Je ne peins pas l'être. Je peins le passage. »
Une forme ouverte, donc, que l'on peut comparer à une route ou à une promenade; et un ordre volontairement négligé pour mieux refléter ce qu'il y a d'illimité dans le monde et dans l'expérience intime de l'auteur. Montaigne a pratiqué la composition académique, comme en témoigne une très belle lettre à son père où il décrit la mort de La Boétie. Mais il ne saurait employer, dans ce « livre de bonne foi », un ordre artificiel qui serait une falsification de l'ordre naturel : de là la bigarrure des sujets, le laisser-aller, les rebondissements qui caractérisent les Essais. « Le monde où tout n'est que changement, le caractère antinomique de la vie, l'homme complexe, inconstant, interdisent un style régulier qui ferme les ouvertures, ramène le multiple à un seul aspect. »
Dès qu'une idée lui vient à l'esprit, il s'empresse de la coucher sur le papier, sans chercher à faire une différence entre le principal et l’accessoire, ni à embarrasser sa pensée d'une introduction et d'un développement bien définis. Par exemple, le cinquième essai du livre trois, intitulé « Sur des vers de Virgile », est essentiellement consacré à l'amour, et quoique Montaigne écrive après plusieurs pages « Mais venons-en à mon thème », il ne se limite pas à ne parler que du mariage ou des sentiments. Cela implique bien sûr d'arriver à relier chaque digression avec les autres sans oublier de maintenir la cohérence de l'ensemble, assurée par la présence palpable du Moi derrière chaque rebondissement de l'écriture. Pasquier a commenté ironiquement cette manière de composer : « Montaigne prenait plaisir de déplaire plaisamment. »

### Vocabulaire et phrase
La pensée sceptique de Montaigne se retrouve jusque dans la langue des Essais. Montaigne n'aime pas employer de mots strictement définis, il affectionne les termes équivoques ou qui traduisent le mouvement qui agite sa pensée : branler, fantaisie, humeur, folie, etc. Le français du XVIe siècle est une langue qui est encore loin d'être fixée, ce qui est loin d'incommoder l'auteur des Essais qui en est parfaitement conscient : « le français écoule tous les jours de nos mains et depuis que je vis s'est altéré de moitié ». Il y voit une confirmation supplémentaire de cette fragilité et de ce mobilisme universel qui lui sert à éprouver sa finitude. Il s'élève contre le maniérisme des suiveurs de la Pléiade, cherche à se régler sur l'usage et non sur la grammaire encore balbutiante. L'infériorité du français, langue vulgaire en regard du latin ou du grec est pour lui une incitation supplémentaire. Les provincialismes et les archaïsmes sont cependant peu nombreux dans les Essais ; quant aux néologismes, ils sont surtout présents dans les additions manuscrites des dernières années. Montaigne a dépeint lui-même sa manière d'écrire : « Le parler que j'aime, c'est un parler simple et naïf, tel sur le papier qu'à la bouche ; un parler succulent et nerveux, court et serré, non tant délicat et peigné comme véhément et brusque, plutôt difficile qu'ennuyeux, éloigné d'affectation, déréglé, décousu et hardi. »
Son style est caractérisé par l'importance des digressions, des rebondissements sur les mots, du génie de la variation, qui traduisent une pensée jaillissante, mais toujours cohérente : « C'est l'indiligent lecteur qui perd mon sujet, non pas moi. » Inventeur d'un genre inédit, l'essai, Montaigne écrit son livre avec la même « allure poétique, à sauts et à gambades », que l'on retrouve aussi bien dans la phrase que dans la composition des chapitres des Essais. Il est parfois difficile de discerner ce qui dans le style des Essais relève de l'art ou de la spontanéité. Montaigne écrit avec une verve toute gasconne, il aime les tours proverbiaux, les expressions populaires, mais il est aussi capable d'employer toutes les subtilités de l'art d'écrire grâce à sa longue fréquentation des écrivains antiques. Il cultive le jeu de mots (« Les hommes laissent les choses et s'amusent à traiter les causes. Plaisant causeurs ! »), l'épithète parfois poétique (« Je loue une vie glissante, sombre et muette. »), l'ironie bonhomme et la naïveté feinte. Il utilise peu la phrase longue au profit de séquences de phrases courtes, juxtaposées, qui donnent leur dynamisme aux Essais. Comme le souligne Albert Thibaudet, « le style c'est l'homme-il faut que la mobilité de l'esprit de Montaigne se retrouve dans la mobilité de son style. » Montaigne fait l'éloge de cette liberté de ton et de propos : « Mon style et mon esprit vont vagabondant de même : il faut avoir un peu de folie, qui ne veut avoir plus de sottise... »
Cependant, « ce désordre apparent cache un ordre profond. ». Cet ordre tire sa logique du mouvement qui anime la pensée de Montaigne : le titre de chaque chapitre est une première inspiration, sur laquelle viennent se greffer des excursions secondaires, puis tertiaires, etc. Cette manière de composer, faite de « gaillardes escapades », dont usait déjà Plutarque, se retrouve tout au long des Essais selon un ordre presque musical : Michel Butor voit ainsi dans le livre trois une composition tertiaire, « prélude, excursion, finale ».

### Figures de style
Quant aux figures de style, elles abondent dans les Essais, avec une prédilection de Montaigne pour la métaphore nourrie par son goût pour les petits détails concrets et sa vision d'un monde enchevêtré. Montaigne se plaît à aller de l'idée au visible, au sensible : il écrit par exemple « j'aime mieux forger mon âme que la meubler » pour signifier qu'il préfère se cultiver par lui-même plutôt que d'accepter passivement un savoir inerte ; ou encore « frotter et limer notre cervelle contre celle d'autrui » pour dire qu'il faut nous former au contact des hommes. Si Montaigne fait certains emprunts à Platon, Cicéron ou encore Sénèque, ces derniers restent modestes en comparaison des images issues de sa propre plume. Son antipathie pour l'abstraction lui fait exprimer la plupart de ses pensées au moyen de figures provenant de la chasse, des travaux des champs, de la guerre ou même encore de la cuisine. Il affectionne les représentations du mouvement physique : « Mes conceptions et mon jugement ne marchent qu'à tâtons, chancelant, bronchant et chopant » ; ou encore à propos de l'Amour : « Voyez comme il va chancelant, chopant et folâtrant ; on le met au ceps quand on le guide par art et sagesse, et on contraint sa divine liberté quand on la soumet à ces mains barbues et calleuses. » On peut même aller jusqu'à identifier ce goût de Montaigne pour le matériel et le corporel à une réminiscence de sa conception de l'unité de l'âme et du corps, « ce bâtiment tissu d'une si jointe et fraternelle correspondance. » Parle-t-il des vices, c'est pour les transformer en des animaux bondissants : « Les vices...d'autant qu'ils me poignent, ils s'accrochent à moi et ne s'en vont pas sans secouer. »
Concernant les autres figures de mots, leur usage est plus nuancé. Le pléonasme et l'hyperbole sont peu utilisés, alors que l'antithèse foisonne : ainsi, à propos de l'homme, Montaigne écrit « pour le détruire, on cherche un champ spacieux en pleine lumière; pour le construire, on se musse dans un creux ténébreux et contraint. » On trouve aussi des accumulations de mots qui font songer à Rabelais (« Mais pour revenir à mon propos, nous avons pour notre part, l'inconstance, l’irrésolution, l'incertitude, le deuil, la superstition, la sollicitude des choses à venir, voire après notre vie, l'ambition, l'avarice, la jalousie, l'envie, les appétits déréglés, forcenés et indomptables, la guerre, le mensonge, la déloyauté, la détraction, et la curiosité. ») et inversement des laconismes, des sentences très concises, à la manière de Sénèque dans ses Lettres à Lucilius : au sujet de la jalousie, « c'est des maladies d'esprit celle à qui plus de choses servent d'aliments, et moins de choses de remèdes. »
Les Essais contiennent également des chiasmes (« Qui se fait mort vivant est sujet d'être tenu pour vif mourant ») et de manière générale de très nombreuses figures sonores : allitération, assonance, rime, paronomase...Cependant, Montaigne n'utilise pas toutes ces ressources de la langue par souci de raffinement, mais plutôt pour mieux se faire comprendre. L'emploi des figures de style n'est jamais excessif et ne relève pas non plus d'une recherche esthétique; tout au contraire, elles confèrent à Montaigne son style individuel, dont il ne faisait lui-même pas grand cas : « j'ai naturellement un style comique et privé. » Cela ne l'empêche pas de préférer « une forme mienne » au style artificiel et pédant des suiveurs de Pétrarque, dont il raille les prétentions dans cette remarque pleine d'ironie: « si j'étais du métier, je naturaliserais l'art autant comme ils artialisent la nature. »

## Influence desEssaisà travers les siècles

### En France

#### De Charron à Pascal

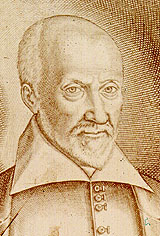
Pierre Charron, un des héritiers spirituels de Montaigne

Avant tout, les Essais marquent un événement dans l'histoire de la langue. Montaigne est le premier auteur européen à exprimer exclusivement en langue vulgaire une pensée originale et philosophique. L'influence des Essais est immense, en particulier sur la littérature de l'âge classique, même si elle perdure encore aujourd'hui.
Après la mort de Montaigne, sa fille par alliance, Marie de Gournay, s'attache à défendre le livre de son mentor et entreprend la première publication posthume des Essais en 1595. La critique est alors très favorable aux Essais : la France est épuisée par les violences des guerres de religion, et on goûte fort la mesure, la tolérance et la sagesse de leur auteur. Le cardinal du Perron les qualifie de « bréviaire des honnêtes gens ». Juste Lipse, Étienne Pasquier, de Thou ont formé un immense concert de louages, tout comme Scévole de Sainte-Marthe dans ses Éloges des hommes illustres (1598) : « Les œuvres mêlées qu'il voulut donner à la France sous ce modeste titre d'Essais, quoiqu'à cause de l'élégance de son style, la naïve liberté de parler qui s'y rencontre et la docte variété des matières qu'il traite, il leur eût pu donner justement un titre plus pompeux et plus magnifique, témoigneront toujours de cette vérité que j'annonce. » Pasquier ajoute : « Quant à ses Essais, que j'appelle chefs-d’œuvre, je n'ai livre entre les mains que j'ai tant caressé que celui-là. [...] C'est un autre Sénèque en notre langue. »
Il faut attendre la fin du règne de Louis XIII pour voir apparaître les premières réactions hostiles aux Essais. Guez de Balzac exprime encore son admiration mais en y mêlant des réserves propres au courant malherbien alors en pleine vogue. Il avoue ainsi, tout en cherchant à excuser Montaigne, que la langue des Essais est fort éloignée des canons des esprits éclairés du temps : « Montaigne vivait sous le règne des Valois, et de plus il était Gascon. Par conséquent il ne se peut pas que son langage ne se sente des vices de son siècle et de son pays. [...] Je n'en veux pas dire davantage, et je sais bien que ce serait une espèce de miracle qu'un homme eût pu parler purement français dans la barbarie du Quercy et du Périgord... » 

#### XVIIesiècle

##### Critique des jansénistes

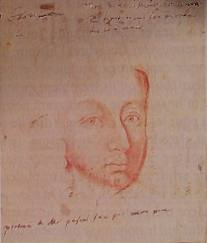
« Le sot projet qu'il a de se peindre » juge sévèrement Pascal à la lecture des Essais (sanguine de Jean Domat).

Selon Sainte-Beuve, l'une des deux visées de Pascal dans ses Pensées a été de « ruiner et anéantir Montaigne ». Certes, Pascal est un grand lecteur des Essais, au point qu'on a consacré des études aux réminiscences des idées de Montaigne dans la philosophie pascalienne, et qu'on a pu qualifier les Essais de « bible profane de Pascal ». Il s'accorde avec Montaigne sur la petitesse de l'homme perdu dans un univers infini, sur la fausse sagesse des stoïciens qui maltraitent leur nature humaine en voulant faire l'ange, sur la vanité et l'inquiétude propre à notre condition. Cependant si le diagnostic est semblable, le remède est radicalement différent: à celui qui trouve une échappatoire dans un mysticisme profond, la foi nonchalante de Montaigne semble bien tiède, et les Essais juste bons à confondre l'orgueil humain. Mais, plus qu'un acte d'orgueil Pascal dénonce surtout le péché de désespoir commis par Montaigne lorsque, au lieu de répondre à la mort par un acte de foi en la promesse divine, il recourt à la littérature pour tracer de sa vie une image confiée à la postérité. Il est peu chrétien en ce qu'il éprouve le besoin de survivre selon sa vérité particulière dans la mémoire des générations futures : c'est qu'il a perdu l'espoir en l'immortalité spirituelle. Le livre des Essais aura valeur de monument mais qui décrira une vie « basse et sans lustre », et c'est cela même qui est exorbitant et scandaleux aux yeux des jansénistes.

« Les défauts de Montaigne sont grands. Il est plein de mots sales et déshonnêtes. Cela ne vaut rien. Ses sentiments sur l'homicide volontaire, et sur la mort sont horribles. Il inspire une nonchalance du salut sans crainte et sans repentir. Son livre n'étant point fait pour porter à la piété, il n'y était pas obligé ; mais on est toujours obligé de n'en pas détourner. Quoi qu'on puisse dire pour excuser ses sentiments trop libres sur plusieurs choses, on ne saurait excuser en aucune sorte ses sentiments tout païens sur la mort ; car il faut renoncer à toute piété, si on ne veut au moins mourir Chrétiennement : or il ne pense qu'à mourir lâchement et mollement par tout son livre. »

— Pascal, Pensées

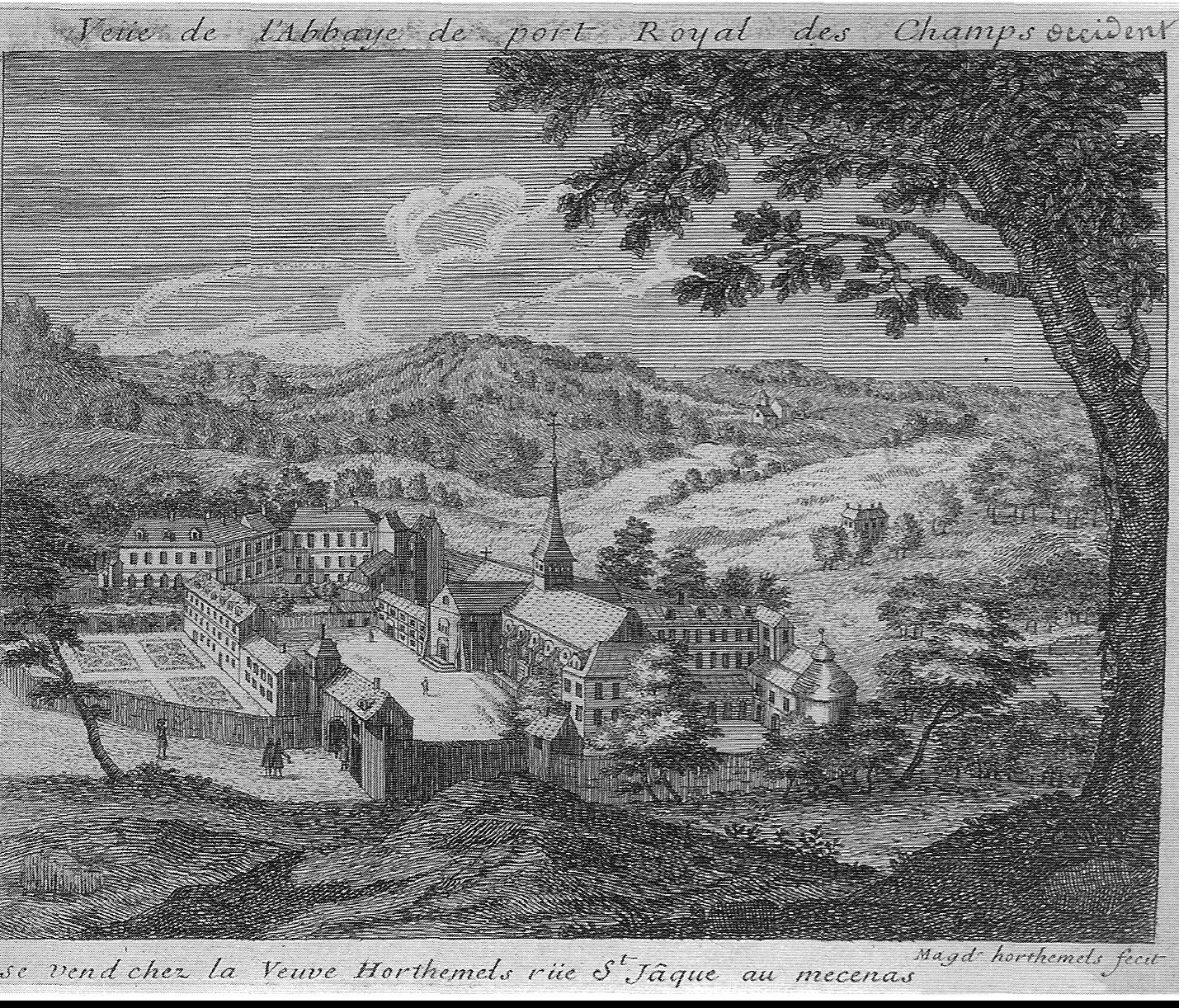
L'abbaye de Port-Royal, regroupant les jansénistes hostiles à Montaigne

Les critiques se font encore plus fortes dans la Logique de Port-Royal où Nicole et Arnauld attaquent violemment l'impiété de Montaigne, l'accusant de corrompre ses lecteurs :

« C'est un homme qui, après avoir promené son esprit par toutes les choses du monde, pour juger ce qu'il y a en elles de bien et de mal, a eu assez de lumière pour en reconnaître la sottise et la vanité. Il a très bien découvert le néant de la grandeur et l'inutilité des sciences ; mais, comme il ne connaissait guère d'autre vie que celle-ci, il a conclu qu'il n'avait donc rien à faire qu'à tâcher de passer agréablement le petit espace qui nous est donné. [...] Il ne faut point d'autres preuves pour juger de son libertinage que cette manière même dont il parle de ses vices; car, reconnaissant en plusieurs endroits qu'il avait été engagé en un grand nombre de désordres criminels, il déclare néanmoins en d'autres qu'il ne se repent de rien, et que, s'il avait à revivre, il revivrait comme il avait vécu. »

— Nicole, Logique de Port-Royal
Bossuet et Malebranche, bien qu'hostiles aux jansénistes, ne ménagent pas non plus leurs attaques. Malebranche voit dans les Essais le livre d'un pédant peu chrétien, au dangereux pouvoir de séduction car il flatte les passions du lecteur. Il s'en prend au « pédant à la cavalière » qui fait un si mauvais usage de la raison en même temps qu'au séducteur d'âmes qui nous apprend à céder à la tentation :

« Il n'est pas seulement dangereux de lire Montaigne pour se divertir, à cause que le plaisir qu’on y prend engage insensiblement dans ses sentiments : mais encore parce que ce plaisir est plus criminel qu’on ne pense. […] Si c’est un défaut de parler de soi, c’est une effronterie, ou plutôt une espèce de folie que de se louer à tout moment, comme fait Montaigne : car ce n’est pas seulement pécher contre l’humilité chrétienne, mais c’est encore choquer la raison. […] Ses idées sont fausses, mais belles. Ses expressions irrégulières ou hardies, mais agréables. Ses discours mal raisonnés, mais bien imaginés. On voit dans tout son livre un caractère original, qui plaît infiniment : tout copiste qu’il est, il ne sent point son copiste ; et son imagination forte et hardie donne toujours le tour d’original aux choses qu’il copie. Il a enfin ce qu’il est nécessaire d’avoir pour plaire et pour imposer ; et je pense avoir montré suffisamment, que ce n’est point en convainquant la raison qu’il se fait admirer de tant de gens, mais en leur tournant l’esprit à son avantage par la vivacité toujours victorieuse de son imagination dominante. »

— Malebranche, De la recherche de la vérité

##### Partisans desEssaisauXVIIesiècle

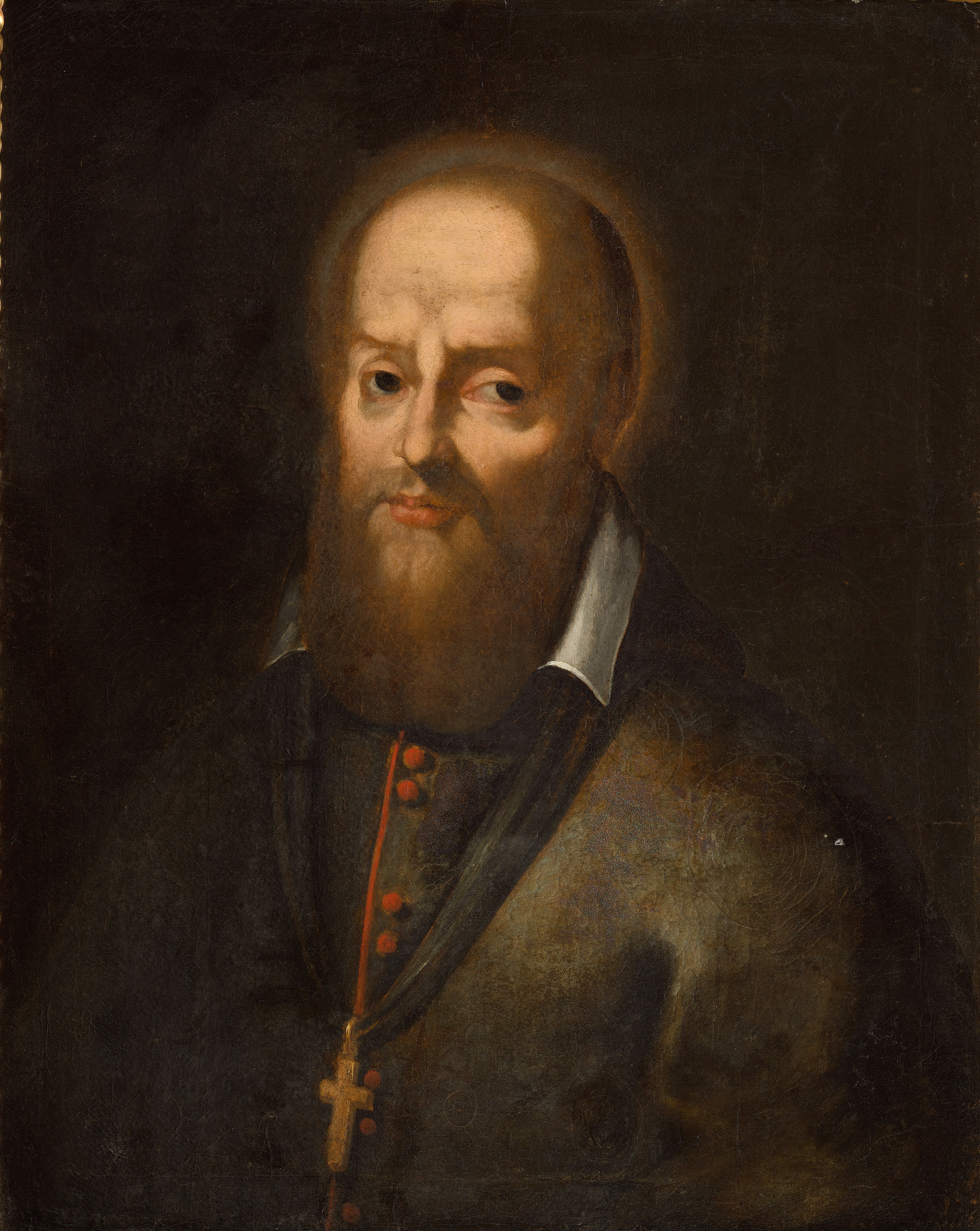
Saint-François de Sales, auteur de l'introduction à la vie dévote, sorte de paraphrase religieuse des Essais. Sainte-Beuve voit d'ailleurs en lui une « espèce de Montaigne de la spiritualité ».

Malgré les critiques issues des penseurs religieux et des puristes, nombreux sont les écrivains du XVIIe siècle qui s'inspirent plus ou moins librement de la philosophie des Essais. Le scepticisme de Montaigne ouvre ainsi la voie au doute systématique de Descartes. Montaigne est aussi un précurseur de La Rochefoucauld et de La Bruyère en se proposant de peindre les caractères et les passions. Ce dernier, qui admirait dans l'auteur des Essais un penseur digne de la plus haute estime, répond d'ailleurs par deux coups de griffe aux attaques de Guez de Balzac et de Malebranche : « Balzac ne pensait pas assez pour goûter un auteur qui pense beaucoup; le père Malebranche pense trop subtilement pour s’accommoder de pensée qui sont naturelles. » La Bruyère se divertit d'ailleurs à insérer dans la cinquième éditions des Caractères en 1692 un pastiche des Essais. Son livre est une source d'inspiration pour le courant rationaliste et épicurien dont font partie Gassendi, Molière et La Fontaine. Les Essais apparaissent enfin comme une ébauche de l'idéal de l'honnête homme, celui qui a des clartés sur tout mais qui ne se pique de rien.
Au siècle de Louis XIV, les esprits les plus différents se piquent donc de curiosité pour les Essais et leur auteur. Madame de Sévigné ne tarit pas d'éloges sur son bon sens et ses attraits :

« Ah! l'aimable homme ! qu'il est de bonne compagnie ! C'est mon ancien ami ; mais à force d'être ancien, il m'est nouveau... Mon Dieu ! que ce livre est plein de bon sens ! »

— Madame de Sévigné, Lettre à Mme de Grignan, 6 octobre 1679
Charles Sorel, qui décrit la position des esprits éclairés de l'époque, se fait également le défenseur des Essais : « Il n'y a point d'auteur au monde plus capable de faire connaître aux hommes ce qu'ils sont et ce qu'ils peuvent, et de faire observer les cachettes et ressorts des esprits; tellement que l'on conclut que son livre doit être le manuel ordinaire des gens de la cour et du monde... » Pour conclure ce panorama de l'influence des Essais au XVIIe siècle, le jugement de Pierre-Daniel Huet :

« Les Essais de Montaigne sont de véritables Montaniana, c'est-à-dire un recueil des pensées de Montaigne, sans ordre et sans liaison. Ce n'est peut-être pas ce qui a le moins contribué à le rendre si agréable à notre nation, ennemie de l’assujettissement que demandent les longues dissertations, et à notre siècle, ennemi de l'application que demandent les traités suivis et méthodiques. Son esprit libre, son style varié et ses expressions métaphoriques lui ont principalement mérité cette grande vogue, dans laquelle il a été pendant plus d'un siècle, et où il est encore aujourd’hui: car c'est pour ainsi dire le bréviaire des honnêtes paresseux et des ignorants studieux qui veulent s'enfariner de quelques connaissances du monde et de quelque teinture des lettres. À peine trouvez-vous un gentilhomme de campagne qui veuille se distinguer des  preneurs de lièvres sans un Montaigne sur sa cheminée. Mais cette liberté, qui a son utilité quand elle a ses bornes, devient dangereuse quand elle dégénère en licence. Telle est celle de Montaigne, qui s'est cru permis de se mettre au-dessus des lois, de la modestie et de la pudeur. Il faut respecter le public quand on se mêle de lui parler, comme on fait quand on s’érige en auteur. La source de ce défaut dans Montaigne a été sa vanité et son amour propre. Il a cru que son mérite l'affranchissait des règles, qu'il devait donner l'exemple et non pas le suivre. Ses partisans ont beau excuser cette vanité qu'on lui a tant reprochée: tous ces tours et cet air de franchise qu'il prend n'empêchent pas qu'on entrevoie une affectation secrète de se faire honneur de ses emplois, du nombre de ses domestiques et de la réputation qu'il s'était acquise… […] Pour son style, il est d'un tour véritablement singulier et d'un caractère original. Son imagination vive lui fournit sur toutes sortes de sujets une grande variété d'images, dont il compose cette abondance d'agréables métaphores, dans lesquelles aucun écrivain ne l'a jamais égalé. C'est sa figure favorite, figure qui, selon Aristote, est la marque d'un bon esprit, parce qu'elle vient de la fécondité du fonds qui produit ces images, de la vivacité qui les découvre facilement et à propos, et du discernement qui fait choisir les plus convenables. »

— Pierre-Daniel Huet, Huetiana, ou Pensées diverses de M. Huet

#### XVIIIesiècle
Le siècle des Lumières est très favorable à l'auteur des Essais, bien que ses lecteurs n'en retiennent souvent que ce qui les conforte dans leurs propres opinions. Pierre Bayle loue son pyrrhonisme et se plait à penser que Montaigne « se moque tout doucement des catholiques ». Les Essais inspirent à Fontenelle un dialogue entre Montaigne et Socrate. Montesquieu, Diderot et Voltaire ne cachent pas non plus leur admiration :

« Dans la plupart des auteurs je vois l'homme qui écrit ; dans Montaigne, l'homme qui pense. »

— Montesquieu, Pensées

« Montaigne est riche en expressions, il est énergique, il est philosophe, il est grand peintre et grand coloriste. Il déploie en cent endroits tout ce que l'éloquence a de force ; il est tout ce qu'il lui plaît d'être... Parmi le grand nombre de jugements divers qu'il prononce au chapitre des livres, il n'y en a pas un où l'on ne reconnaisse un tact sûr et délicat. »

— Denis Diderot, Essai sur les règnes de Claude et de Néron

« Le charmant projet que Montaigne a eu de se peindre naïvement, comme il a fait ! car il a peint la nature humaine. Si Nicole et Malebranche avaient toujours parlé d’eux-mêmes, ils n’auraient pas réussi. Mais un gentilhomme campagnard du temps de Henri III, qui est savant dans un siècle d’ignorance, philosophe parmi les fanatiques, et qui peint sous son nom nos faiblesses et nos folies, est un homme qui sera toujours aimé. »

— Voltaire, Remarques sur les pensées de Pascal

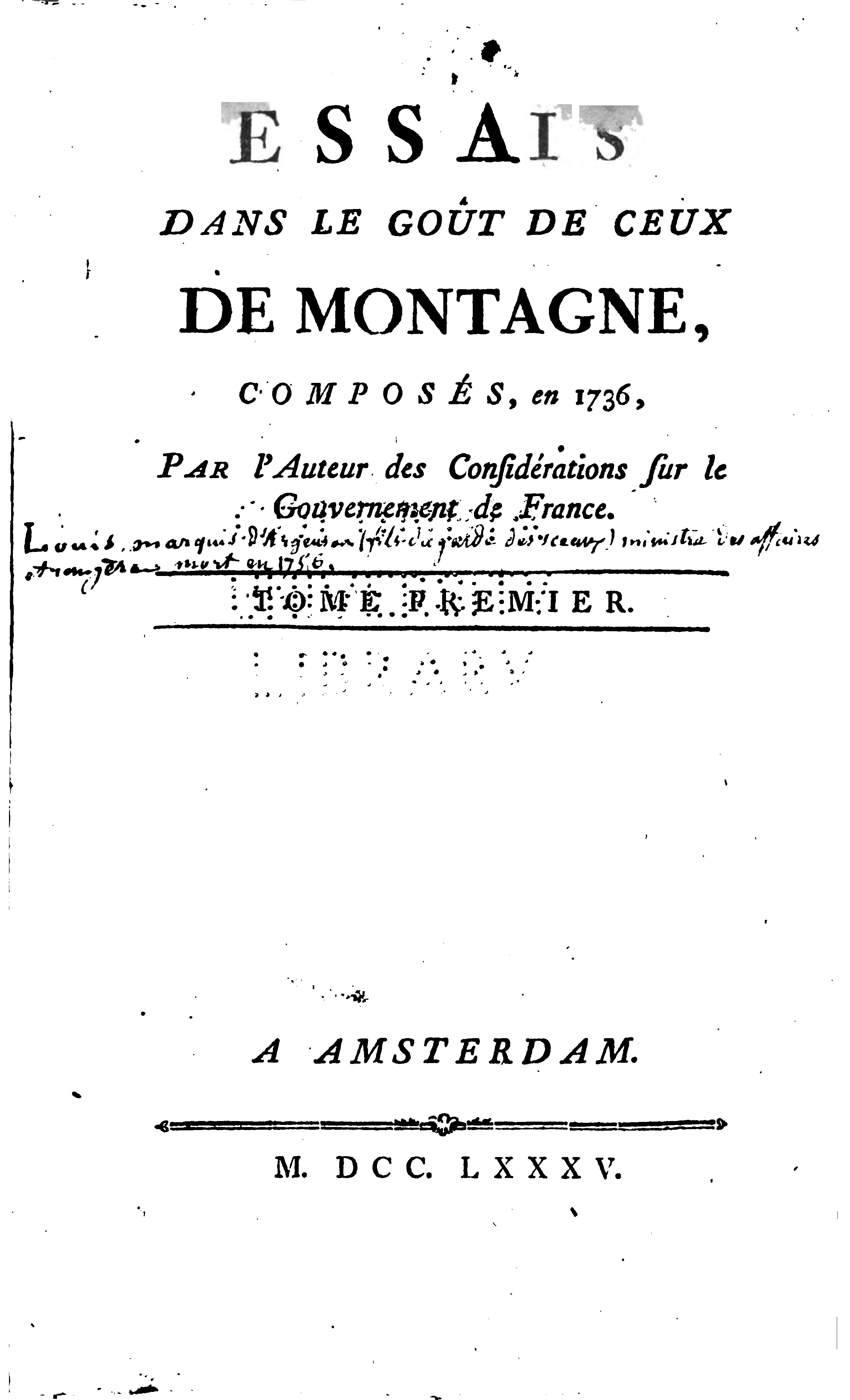
Au XVIIIe siècle, il est de bon ton d'imiter ou d'annoter les Essais : le fils du marquis d'Argenson fait publier en 1785 une œuvre de son père intitulée Essais dans le goût de ceux de Montaigne.

À vrai dire, la modération de Montaigne et son apparent scepticisme en matière religieuse incitent Voltaire à enrôler complaisamment l'auteur des Essais parmi les écrivains qui, comme lui, cherchent à « écraser l’infâme ». Tous les beaux esprits qui se piquent de philosophie utilisent en effet les Essais pour attaquer la tradition religieuse. Les encyclopédistes, les mondains, et jusqu'aux poètes trouvent dans Montaigne leur homme et le plient à leur goût. Madame du Deffand en recommande la lecture à son ami Horace Walpole : « Je suis sûre que vous vous accoutumerez à Montaigne ; on y trouve tout ce qu'on n'a jamais pensé et nul style n'est aussi énergique ; il n'enseigne rien parce qu'il ne décide de rien ; c'est l'opposé du dogmatisme : il est vain — eh ! tous les hommes ne le sont-ils pas ? et ceux qui paraissent modestes ne sont-ils pas doublement vains ?... Allez, allez, c'est le seul bon philosophe et le seul bon métaphysicien qu'il y ait jamais eu. » Grimm parle du « divin Montaigne, cet homme unique qui répandait la lumière la plus pure et la plus vive au milieu des ténèbres du XVIe siècle, et dont le mérite et le génie n'ont été bien connus que dans notre siècle, lorsque la superstition et les préjugés ont fait place à la vérité et à l'esprit philosophique. » Madame de la Ferté-Imbault, fille de madame Geoffrin se divertit à en extraire les meilleurs morceaux, madame d'Epinay se désole, apprenant la découverte du Journal de voyage en Italie, qu'on ne le publie pas en français moderne ; l'abbé Dellile compose un éloge des Essais en alexandrins.
Quand le marquis de Girardin, protecteur de Rousseau, fait édifier dans le parc d'Ermenonville un temple de la philosophie, il le dédie à Montaigne, « qui a tout dit ». Deux siècles ont passé depuis la première édition des Essais, qui commencent à entrer définitivement dans l'histoire littéraire comme le montre ce discours de Marie-Joseph Chénier prononcé à l'Athénée : « Aussi pleinement libre dans son style que dans ses idées, n'importe comment il écrive, pourvu qu'il pense, le mot qu'il frappe est toujours sa pensée naïve et nue. Il ne se laisse point maîtriser par l'expression, il la mène à son allure ; elle le suit avec complaisance et dit, comme il veut, tout ce qu'il veut. Malherbe étudie et perfectionne la langue française ; Montaigne invente et fait à mesure la langue nécessaire à son génie. » Malheureusement, c'est bien au moment où les Essais s'imposent comme un ouvrage majeur que se multiplient les trahisons à l'égard de la pensée de Montaigne : aux encyclopédistes, aux libertins qui les utilisent comme un arsenal contre la pensée religieuse succèdent les révolutionnaires, qui transforment les Essais en un ouvrage politique. Le Journal des Sans-Culottes, fondé en 1792, adopte ainsi pour épigraphe cette phrase de Montaigne : « Les âmes des empereurs et des savetiers sont jetés à même moule. »
Parmi toutes les grandes figures intellectuelles du siècle, Vauvenargues et Rousseau sont réservés sur l’œuvre montanienne :

« Montaigne pensait fortement, naturellement, hardiment ; il joignait à une imagination inépuisable un esprit invinciblement tourné à réfléchir. On admire dans ses récits ce caractère original qui manque rarement aux âmes vraies ; il avait reçu de la nature ce génie sensible et frappant qu'on ne peut d'ailleurs refuser aux hommes qui sont supérieurs à leur siècle. Montaigne a été un prodige dans des temps barbares ; cependant, on n'oserait dire qu'il ait évité tous les défauts de ses contemporains ; il en avait lui-même de considérables qui lui étaient propres, qu'il a défendus avec esprit, mais qu'il n'a pu justifier, parce qu'on ne justifie pas de vrais défauts. »

— Vauvenargues

« Mais que servent au sceptique Montaigne les tourments qu'il se donne pour déterrer en un coin du monde une coutume opposée aux notions de la justice. Que lui sert de donner aux plus suspects voyageurs l'autorité qu'il refuse aux écrivains les plus célèbres. Quelques usages incertains et bizarres, fondés sur des causes locales qui nous sont connues, détruiront-ils l'induction générale tirée du concours de tous les peuples, opposés en tout le reste et d'accord sur ce seul point ? Ô Montaigne, toi qui te piques de franchise et de vérité, sois sincère et vrai, si un philosophe peut l'être, et dis moi s'il est quelque pays sur la terre où ce soit un crime de garder sa foi d'être clément, bienfaisant, généreux, où l'homme de bien soit méprisable et le perfide honoré. »

— Rousseau, Émile ou De l'éducation
Les réticences de Rousseau s'expliquent d'autant mieux qu'il se pique, dans ses Confessions, d'initier « une entreprise qui n'eut jamais d'exemple. » Il n'ignore évidemment pas que Montaigne l'a précédé dans la voie de l'introspection, et entreprend en conséquence de mettre en doute la sincérité de l'auteur des Essais : « j'avais toujours ri de la fausse naïveté de Montaigne, qui, faisant semblant d'avouer ses défauts, a grand soin de ne s'en donner que d'aimables, tandis que je sentais qu'il n'y a point d'intérieur humain, si pur qu'il puisse être, qui ne recèle quelque vice odieux. » Critique vaine et superficielle, Montaigne ayant déjà perçu ce que Rousseau se flatte de découvrir : « Quand je me confesse à moi religieusement, je trouve que la meilleure bonté que j'ai a de la teinture vicieuse. »

#### XIXesiècle
Les Essais sont définitivement élevés au rang d'ouvrage classique au début du XIXe siècle. L'éloge de Montaigne est ainsi le sujet du concours de l'Académie de 1812, remporté par Villemain. Comme le note Sainte-Beuve, l'auteur des Essais est devenu « une espèce de classique... de la famille d'Horace, mais qui se livrait en enfant perdu, et faute de dignes alentours, à toutes les fantaisies libertines de sa plume et de son humeur. » Plus loin, il ajoute que l'écrivain est « un de ces rares auteurs... qui gagnent à être sans cesse relus, compris, entourés d'une pleine et pénétrante lumière, et pour qui semble fait le mot excellent de Vauvenargues : la netteté est le vernis des maîtres. »
Les critiques littéraires du siècle tentent d'élucider les raisons du succès jamais démenti de l'ouvrage depuis le XVIe siècle : Nisard en distingue deux, la première étant que Montaigne fait désormais partie du patrimoine littéraire français (« Il est le premier, par rang d'ancienneté, de nos écrivains populaires, […] au livre des Essais commence cette suite de chefs-d’œuvre qui sont comme autant d'images de l'esprit français. »), la seconde que tout le monde ou presque se retrouve dans une œuvre qui révèle tant de l’homme : « Montaigne nous prête ses yeux pour nous voir, sa parole pour nous rendre compte de nos pensées. Rien dans nos dispositions ne lui est caché ; il nous découvre, il nous fait toucher ce qui paraissait hors de notre portée, et il ajoute ainsi à notre vue et comme à notre tact, nous développant et nous agrandissant sans nous faire sortir de nous... » Faguet ajoute : « Montaigne est quelque chose qui ressemble à la sagesse même. C'est le plus bel équilibre de bon sens ferme qu'on ait peut-être jamais été admis à considérer chez un homme[...] Ce grand sage a été un des trois ou quatre plus grands écrivains de la France. »
Ferdinand Brunetière lui reproche son égoïsme et son inclination aux plaisirs (« Aimer Montaigne, c'est donner dans notre vie à la volupté plus d'empire que n'en peut former la faiblesse de notre nature...») ; Guillaume Guizot le traite « d'endormeur de conscience », de « Goethe superficiel », de « saint François de Sale des esprits profanes et moyens. » D'autres, s'ils louent les Essais, persistent à n'y trouver qu'une image complaisante de leur propre pensée. Lanson voit chez Montaigne un précurseur du laïcisme, tandis que Prévost-Paradol réduit les Essais au scepticisme exprimé dans l'apologie de Raymond Sebon.

### À l'étranger
En Angleterre, une traduction des Essais est publiée dès 1603 par John Florio. Shakespeare et Bacon en ont été les lecteurs, et s'en sont plus ou moins inspirés dans leur œuvre respective. Cependant, selon Pierre Villey, l'influence de Montaigne est dans les deux cas moins grande qu'ont voulu le faire croire certains critiques allemands ou britanniques. Le seul point indiscutable, si l'on considère l'analyse textuelle, est la reprise par Shakespeare d'une partie de l'essai XXXI du livre un, « Des Cannibales », dans sa pièce La Tempête. Quant à Bacon, il emprunte à Montaigne son titre, et le cite à deux reprises. Il est néanmoins difficile de déterminer l'influence exacte des Essais sur la pensée de Bacon sans recourir à des interprétations et à des hypothèses ingénieuses mais invérifiables. L'influence de Montaigne est également bien visible sous le classicisme anglais, jusqu'au règne de la reine Anne. Le marquis d'Halifax évoque par exemple la popularité de l'ouvrage dans la préface de l'édition de 1680 traduite par Cotton (« His book being almost in the hands of all people »). Plus tard, pendant la période romantique, on goûte fort l'auteur des Essais pour son amitié avec La Boétie, son éloge de la solitude et son égotisme. Lord Byron les annote tout en composant son Don Juan, tandis que William Hazlitt, qui ne cache pas son admiration, cherche à en reprendre l'esprit dans ses Table-Talk: Opinions on Books, Men, and Things, publiés en 1821. Enfin, les travaux de Charles Dédéyan ont mis en lumière l'influence de Montaigne sur de nombreux auteurs de l'ère victorienne : les Essais sont le livre de chevet de Thackeray ; Bayle St. John en renouvelle la lecture, Henry Hallam y voit un passage obligé pour tout homme bien éduqué (« Montaigne is the first French author whom an English gentleman is ashamed not to have read. ») Quant à Emerson, il n'a qu'un regret, c'est de n'avoir pas pu écrire un tel livre.
Aux Pays-Bas, Maria Heyns publie à Amsterdam en 1647 un Bloemenhof der doorluchtige voorbeelden (Jardin de fleurs des exemples illustres), mélange d'anecdotes historiques, d'essais, d'emblèmes et de considérations moralistes : elle y traduit onze chapitres des Essais ; le dernier quart du Bloemhof consiste même essentiellement en traductions quasiment littérales d'essais souvent entiers de Montaigne.

## Anagramme
Une anagramme de « Les Essais de Montaigne » est « Idées soignant les âmes ».

### Éditions desEssais
- Éditions courantes
  - Œuvres complètes (Essais, Journal de voyage), Gallimard, Bibliothèque de la Pléiade
  - Essais, nouvelle édition Balsamo/Magnien/Magnien-Simonin, Bibliothèque de la Pléiade (Gallimard, 2007)
  - Essais, édition de Pierre Villey, Presses universitaires de France, 1965.
  - Essais, traduction en français moderne par A. Lanly (à partir de l’exemplaire de Bordeaux), coll. Quarto, Gallimard, 2009. Cette traduction conserve la structure de la phrase de Montaigne.
  - Essais, édition en français moderne par Claude Pinganaud, coll. Poche-Retour aux grands textes, Arléa, 2002.
  - Les essais (trad. Bernard Combeaud & Nina Mueggler, préf. Michel Onfray), R. Laffont Mollat, coll. « Bouquins », mars 2019, 1184 p. (présentation en ligne)[108]

- Éditions de référence
  - Reproduction de l'exemplaire de Bordeaux, Hachette, 1912.
  - Édition « municipale » de la ville de Bordeaux, Strowski-Gébelin-Villey, 1933.